# Áreas protegidas de Malasia

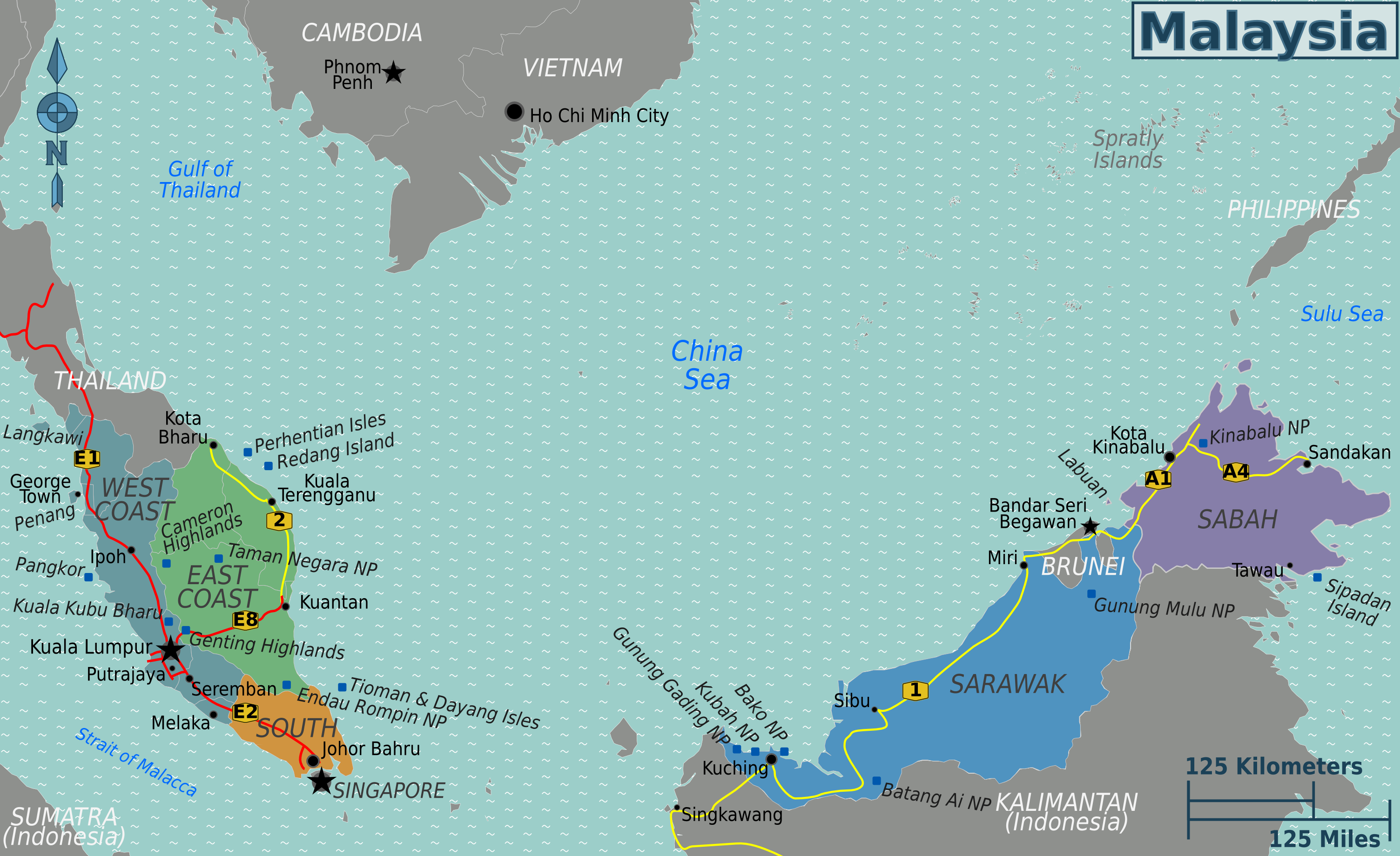
Regiones de Malasia

Según la IUCN, en 2025, en Malasia hay 528 áreas protegidas que cubren un total de 43.770 km², el 13,32% del territorio de 328.595 km2, y 25.061 km² de áreas marinas, el 4,84% de los 517.606 km² que pertenecen al país. En este conjunto, 50 son parques nacionales, 352 son reservas forestales, 42 son parques marinos, 1 es un área marina protegida, 2 son parque naturales, 7 son reservas naturales, 1 es un ára de protección del pepino de mar, 15 son paques estatales, 7 son santuarios de tortugas y 35 son reservas de vida salvaje. Además, hay 7 sitios Ramsar, 1 es una reserva de la biosfera de la Unesco y 2 son sitios patrimonio de la humanidad.

## Parques nacionales de Malasia

### Malasia peninsular

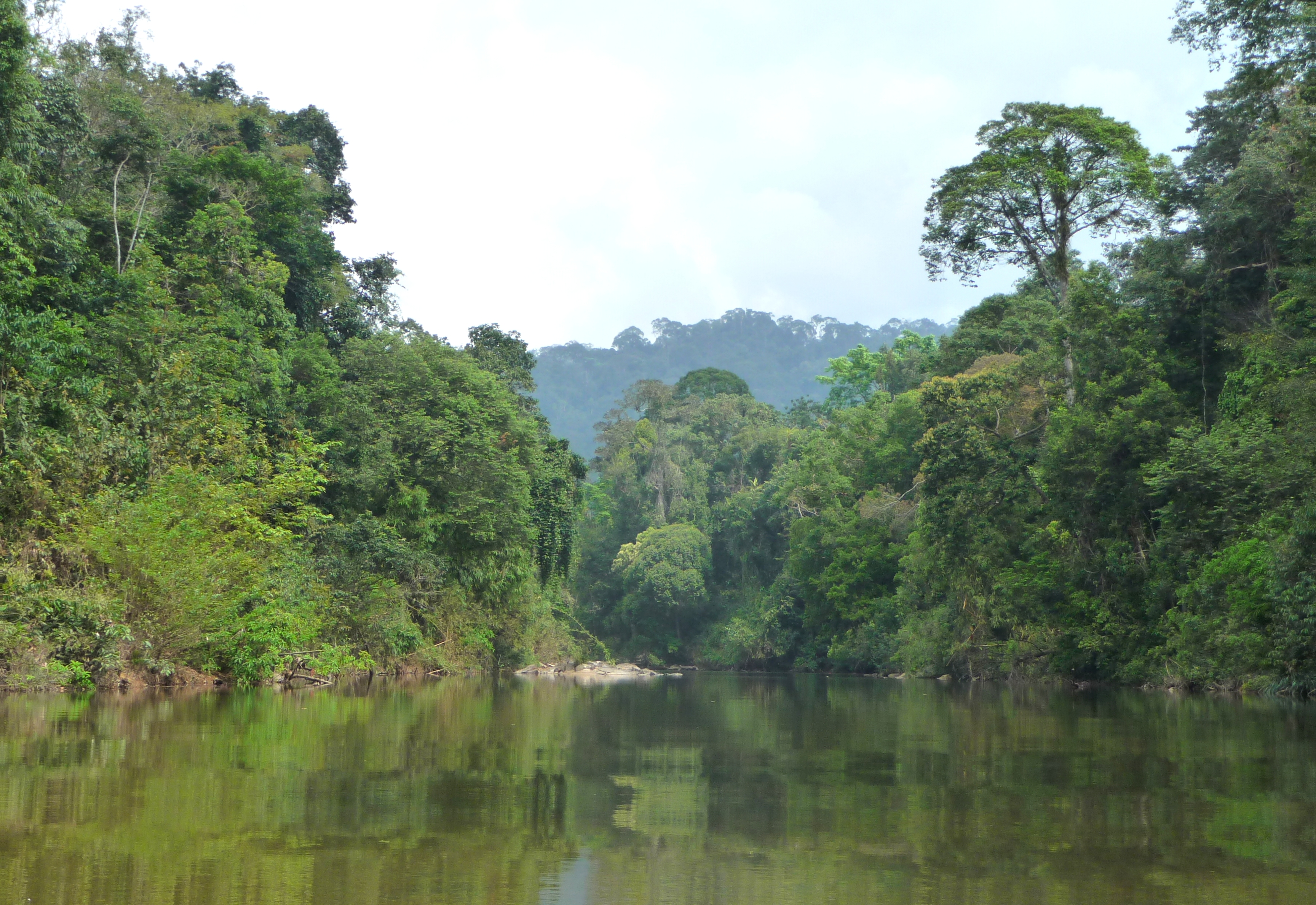
Río Kincin en el Parque nacional de Endau Rompin.

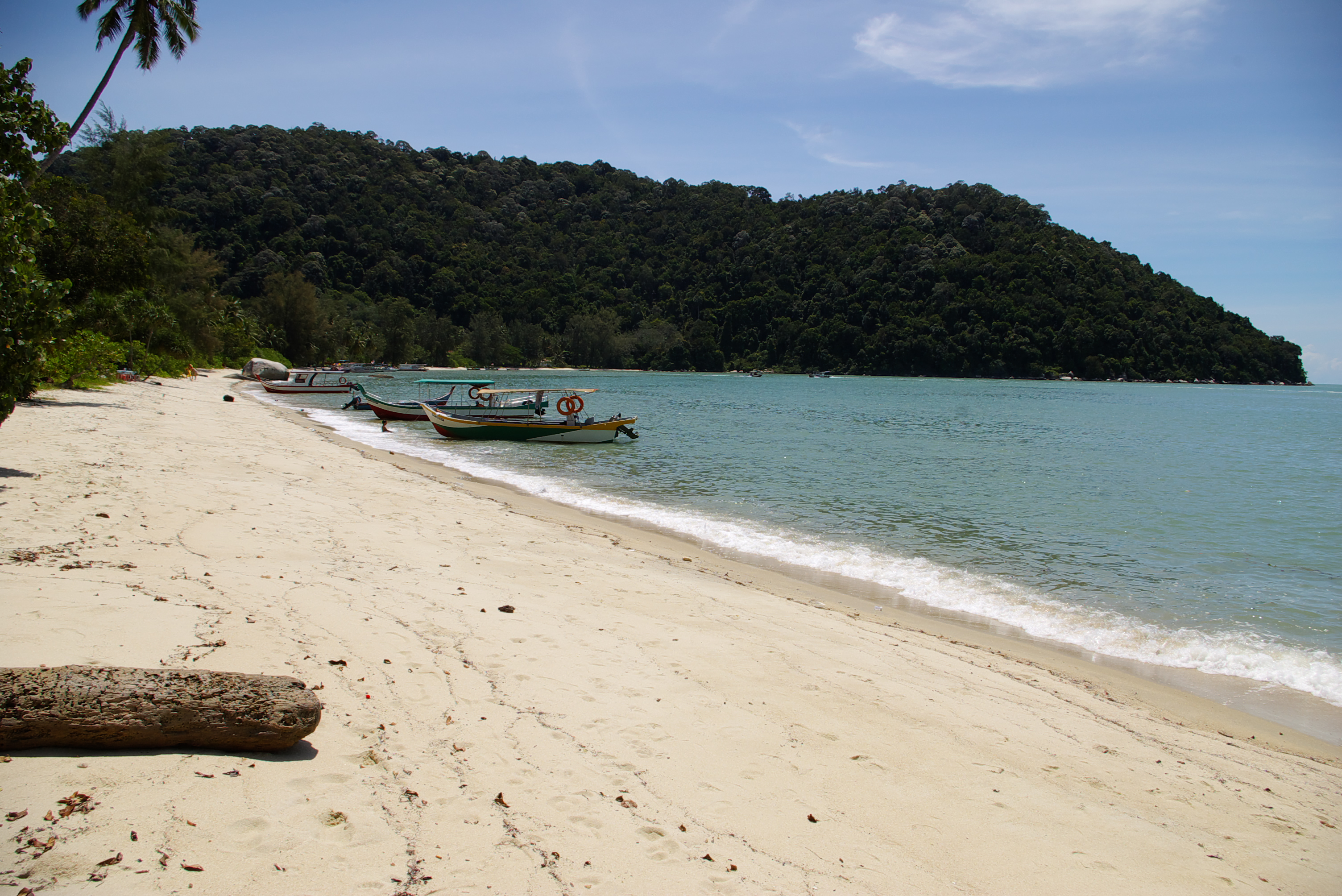
Playa del Mono o Monkey Beach, en el Parque nacional de Penang, en la isla del mismo nombre.

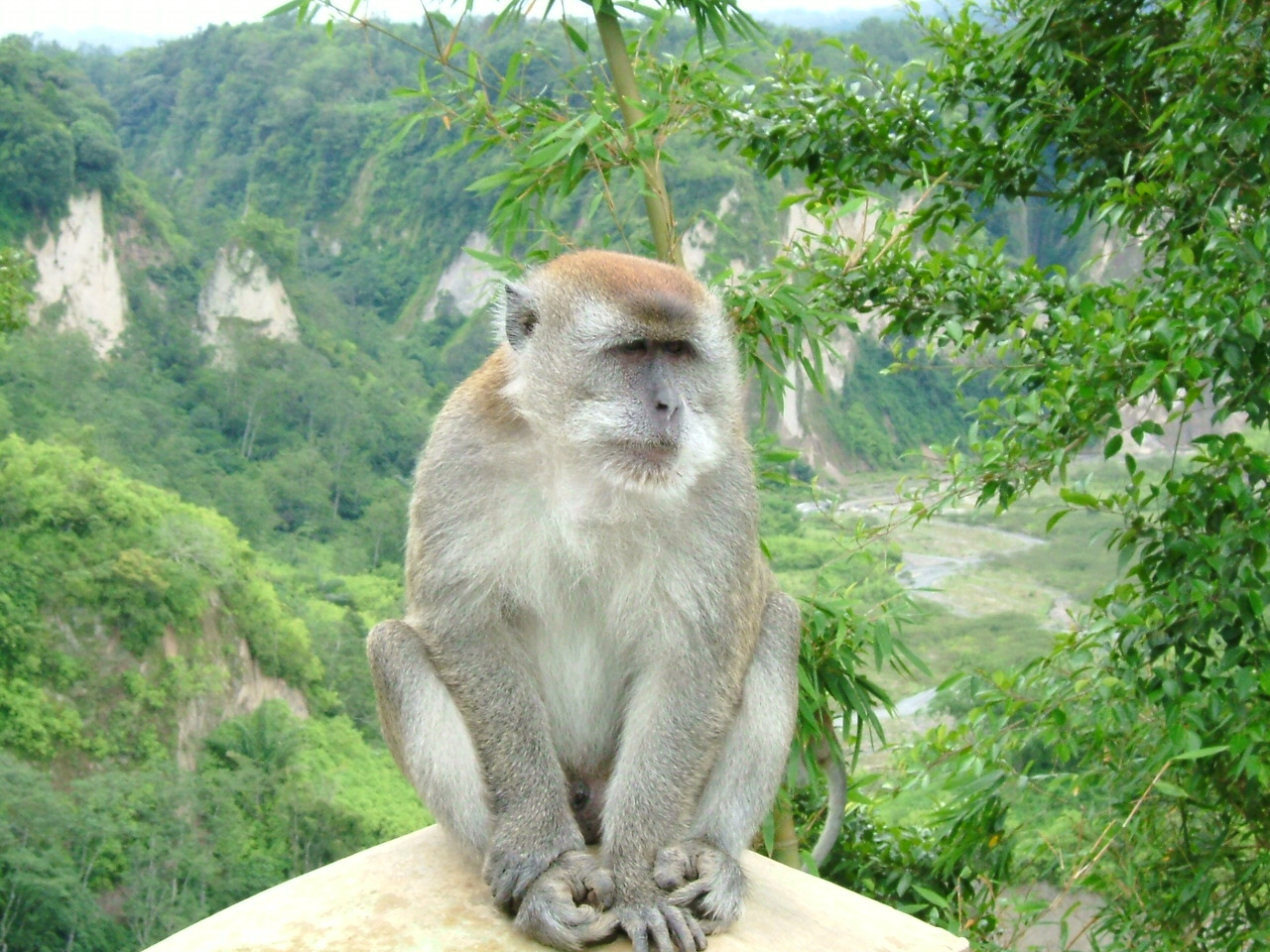
Macaco cangrejero al oeste de Sumatra

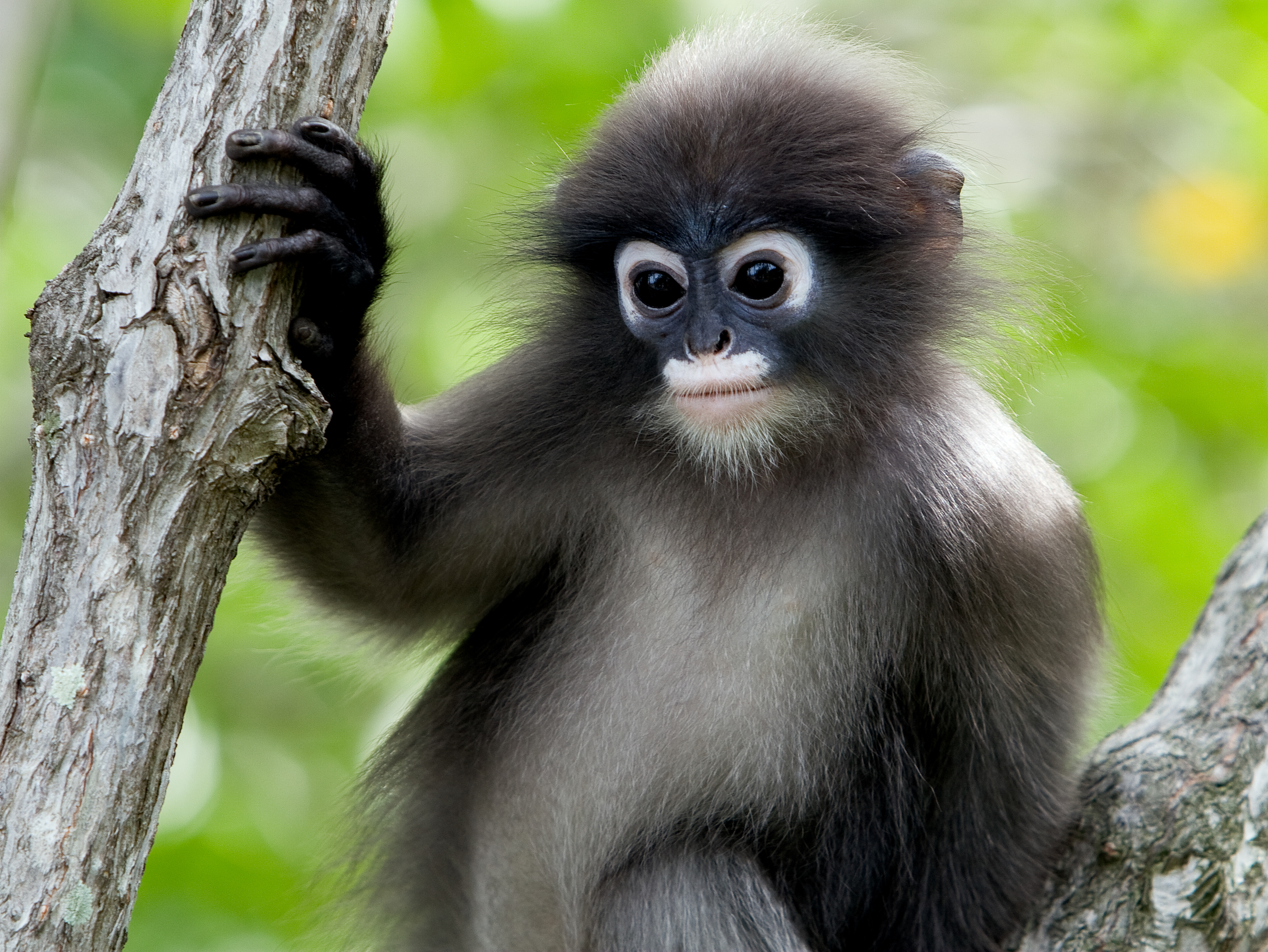
Langur oscuro o de anteojos en el sur de Tailandia

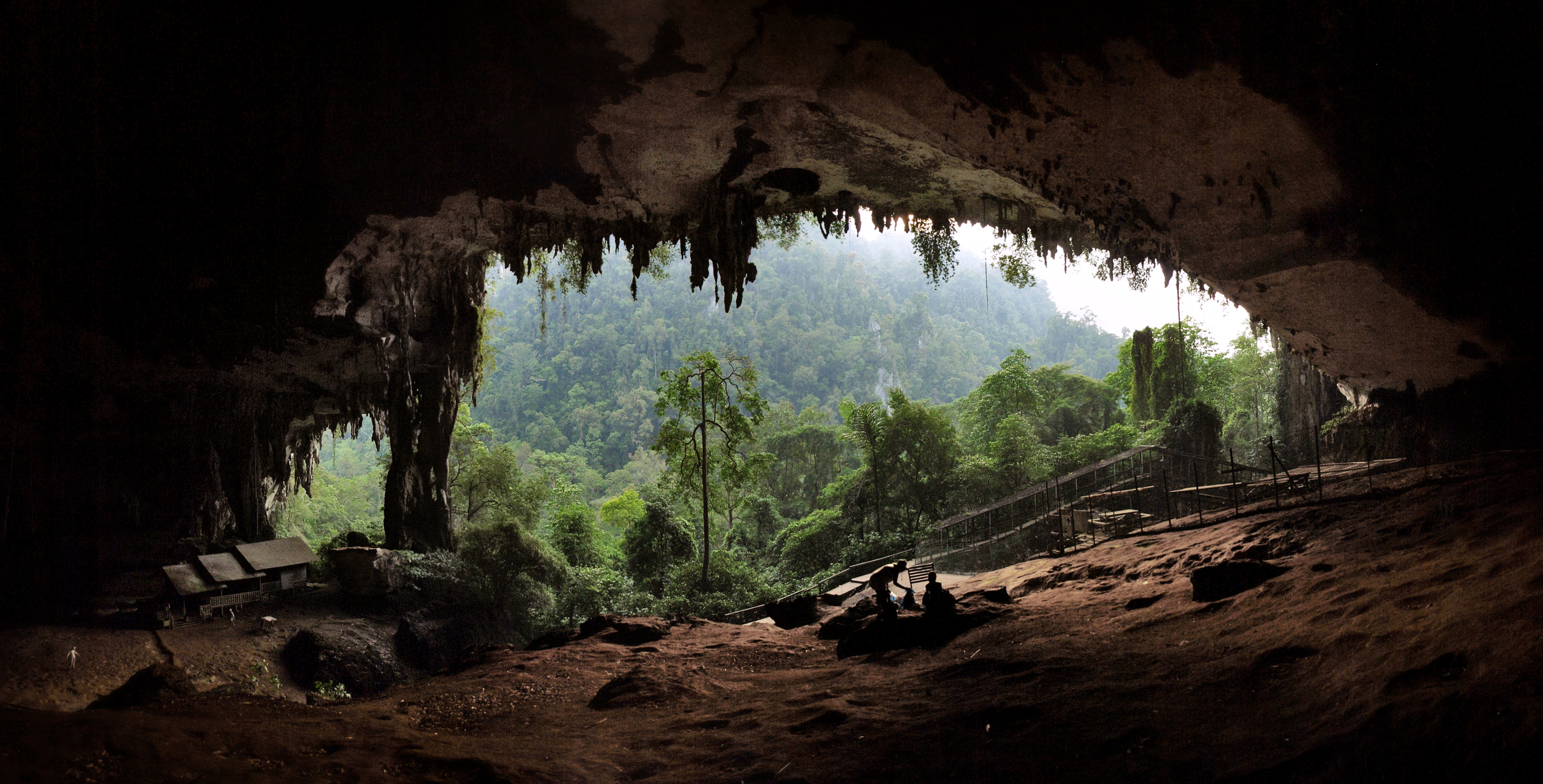
Entrada principal a las cuevas de Niah

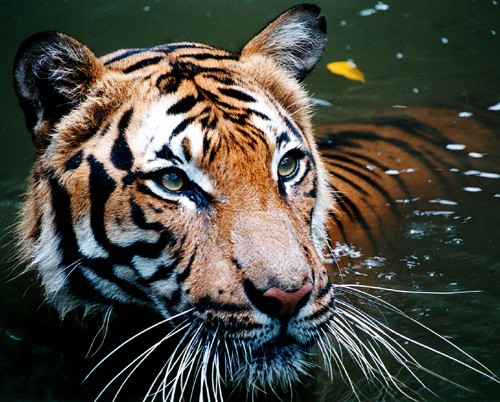
Tigre malayo

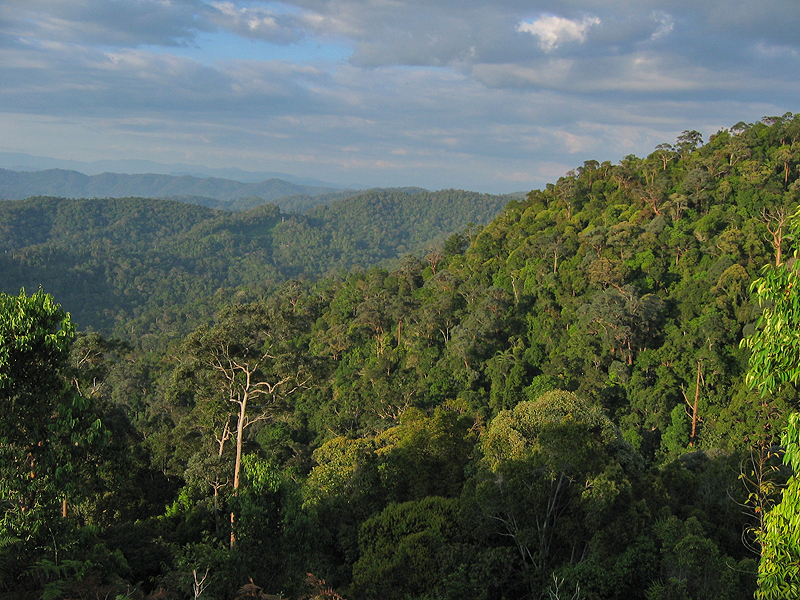
Parque nacional de Taman Negara

- Parque nacional de Endau Rompin, 870 km², en la prolongación austral de los montes Tenasserim.
- Parque nacional de Penang, 12,13 km2, en el extremo noroeste de la isla de Penang, en el estrecho de Malaca, desde 2003. Bosques de dipterocarpos, manglares, playas, un lago estacional meromíctico (capas de agua que no se mezclan) y aguas costeras abiertas. En los bosques de dipterocarpos de la costa y en las laderas en torno a Muka Head  es habitual encontrar la especie Shorea curtisii o seraya. El bosque suele ser secundario, con géneros como Neobalanocarpus, la seraya ya mencionada, Dyera costulata o jelutong, Aquilaria, que da lugar a la madera de agar, Eurycoma longifolia, Tristaniopsis, Calophyllum, orquídeas silvestres, casuarina, almendro malabar, etc., así como la rara planta odre. En la costa hay palmeras Pandanus y los manglares. Entre los animales, delfines, tortugas carey y los monos langur oscuro o de anteojos y macaco cangrejero.[2]
- Parque nacional Taman Negara, 4.343 km². Su propio nombre significa parque nacional. Creado en 1925, alberga el monte Tahan, de 2.187 m, la cima más alta de Malasia Peninsular. Está dividido en tres partes, cada una con la legislación propia de su estado. En Pahang tiene 2628 km2, en Kelantan, 1063 km2 y en Terengganu, 840,5 km2. Se halla en el centro de Malasia peninsular y alberga uno de los bosques más viejos del mundo, ya que se calcula que existe desde hace 130 millones de años. Es una importante área de conservación para el bosque tropical lluvioso, con animales tan emblemáticas como el tigre malayo y el elefante asiático. Asimismo, aquí viven los pueblos orang asli y batek. Más de la mitad del parque se encuentra por debajo de 300 m de altitud, pero hay partes montañosas en la sierra de Tahan, la extensión meridional de los montes Tenasserim, que alcanza los 2187 m en el Gunung (o monte) Tahan. En el parque se originan tres ríos: el Lebir, afluente del río Kelantan, el Terengganu, que desemboca en el lago Kenyir, y el Tembeling, afluente del río Pahang. Todos acaban en el mar de la China Meridional. El bosque, en su mayor parte virgen, es generalmente de dipterocarpos, y en las alturas se da el ecosistema bosque montano lluvioso de la península malaya.[3] Además de tigres y elefantes, entre las más de 200 especies de mamíferos, hay gaur o bisonte de la India, una pequeña población de rinoceronte del norte de Sumatra, subespecie del rinoceronte de Sumatra, tapir malayo, el ciervo sambar, el bóvido serau común, jabalíes, el muntíaco de la India, tragúlidos, etc. Entre las 350 especies de aves, el argos real, el gallo silvestre,  el raro espolonero malayo, el pigarguillo menor, el ave sol asiático, el martín pescador, etc. Hay 67 especies de serpientes, 55 de anfibios, 57 de peces y miles de insectos, artrópodos, mariposas, etc. En una hectárea, hay más de cien especies de árboles, entre ellos de los géneros Shorea, Dipterocarpus, Koompassia, etc, y entre los frutales, durián, petai, rambután, mango, mangostán, etc. Parque Patrimonio de la ASEAN.[4]

- Parque nacional de Gunung Ledang, 86,2 km2. En indonesio, gunung significa montaña. El monte Ledang, también llamado monte Ophir por los cartógrafos ingleses, tiene 1276 m, con una prominencia de 1204 m sobre su entorno. Se encuentra en el estado de Johor, en la Malasia peninsular.[5]

- Parque nacional de Bukit Hitam, 194 ha. o Gunung Hitam. Tiene una altura de 1220 m, en el estado de Negeri Sembilan, en Malasia peninsular.[6]

### Malasia Oriental, Borneo

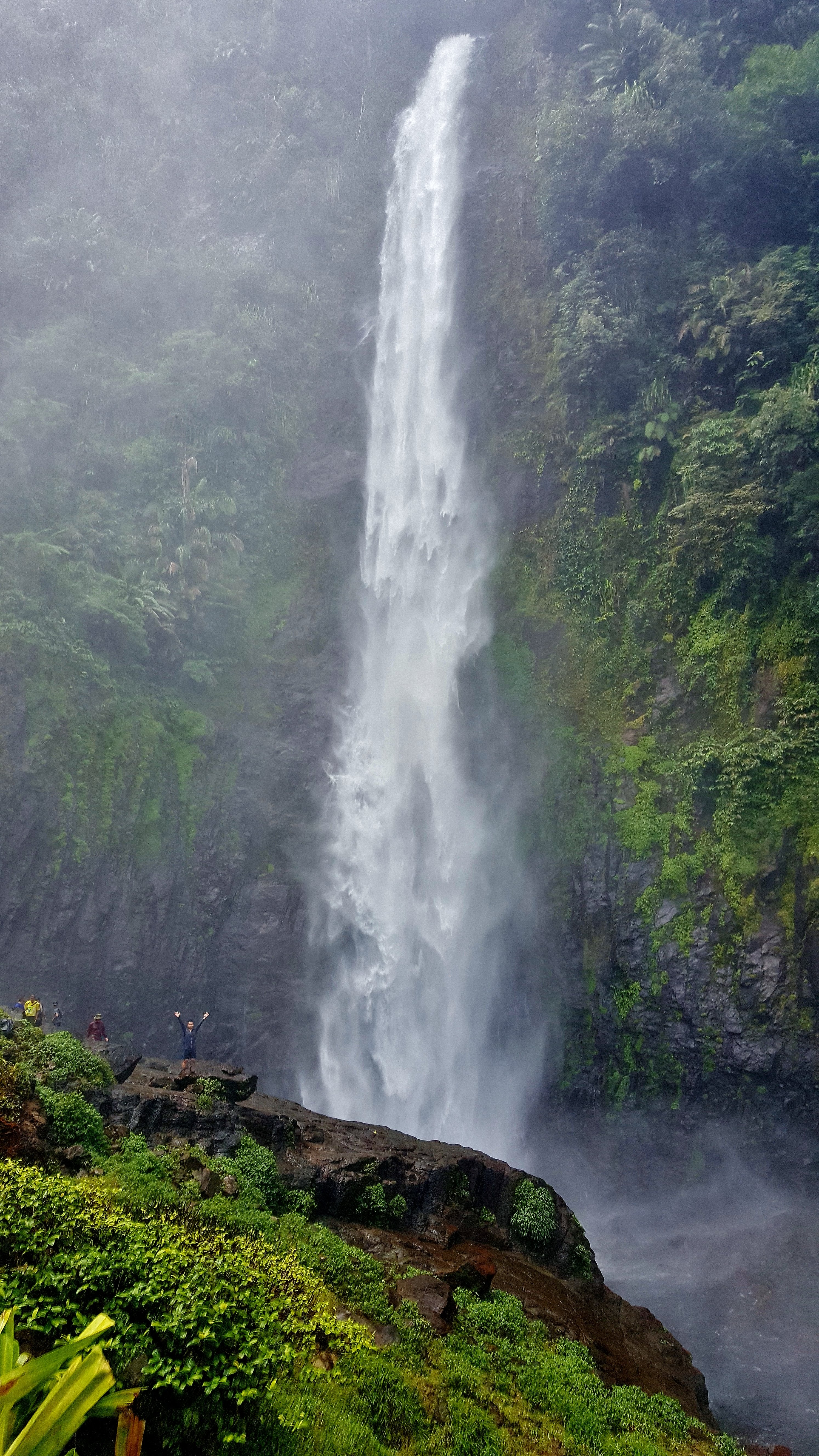
Cascada de Julan, en el Parque nacional de Usun Apau.

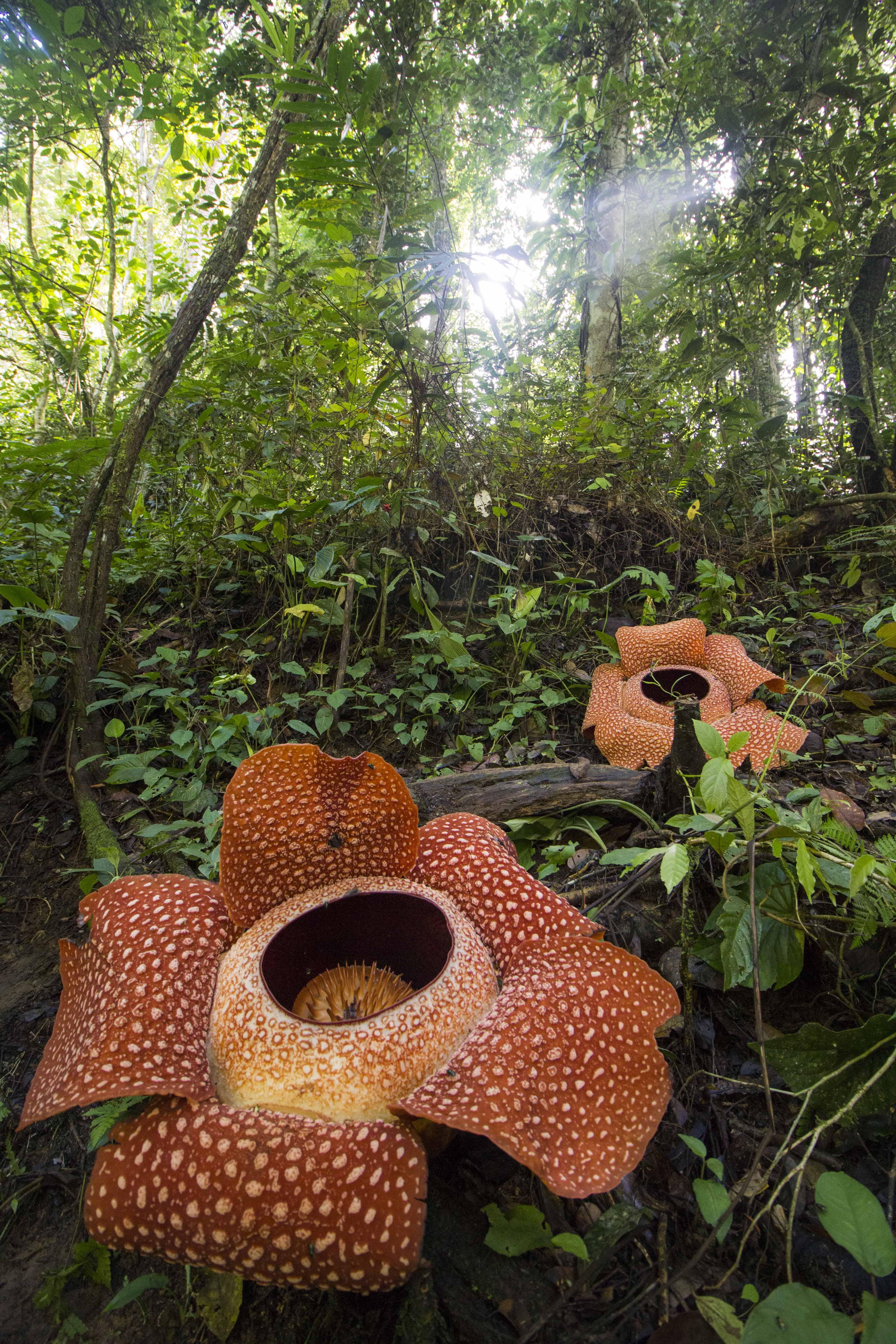
Rafflesia arnoldii

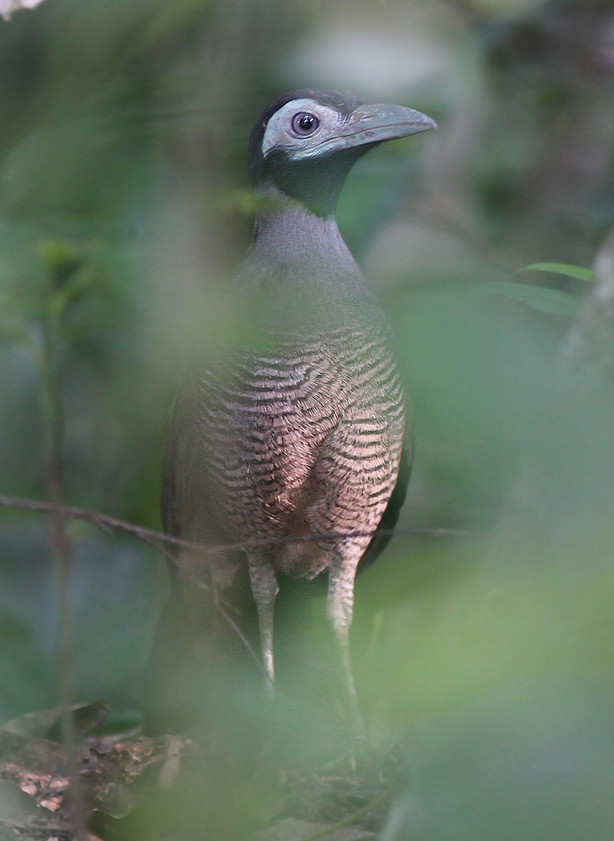
Cuco terrestre de Borneo

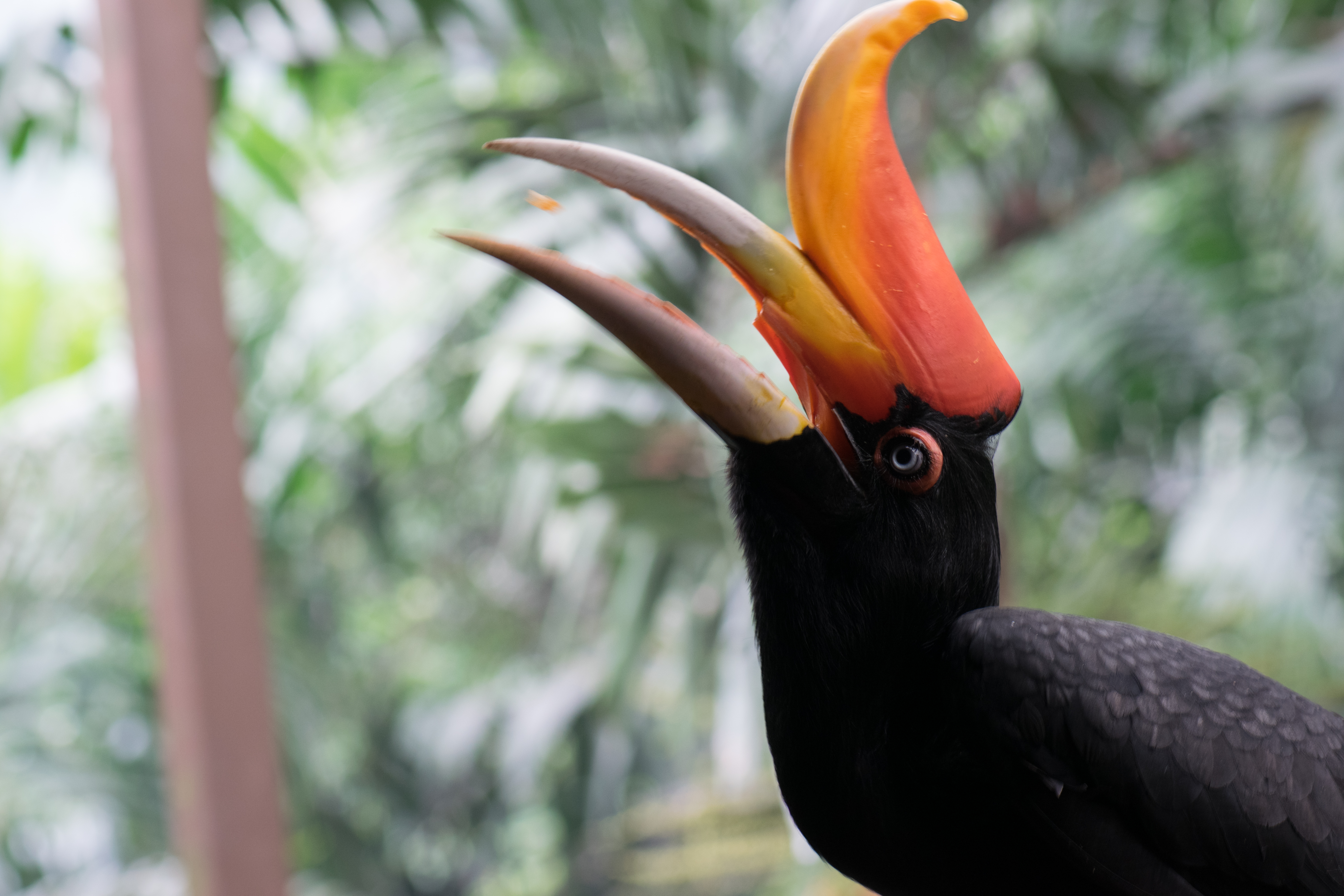
Cálao rinoceronte

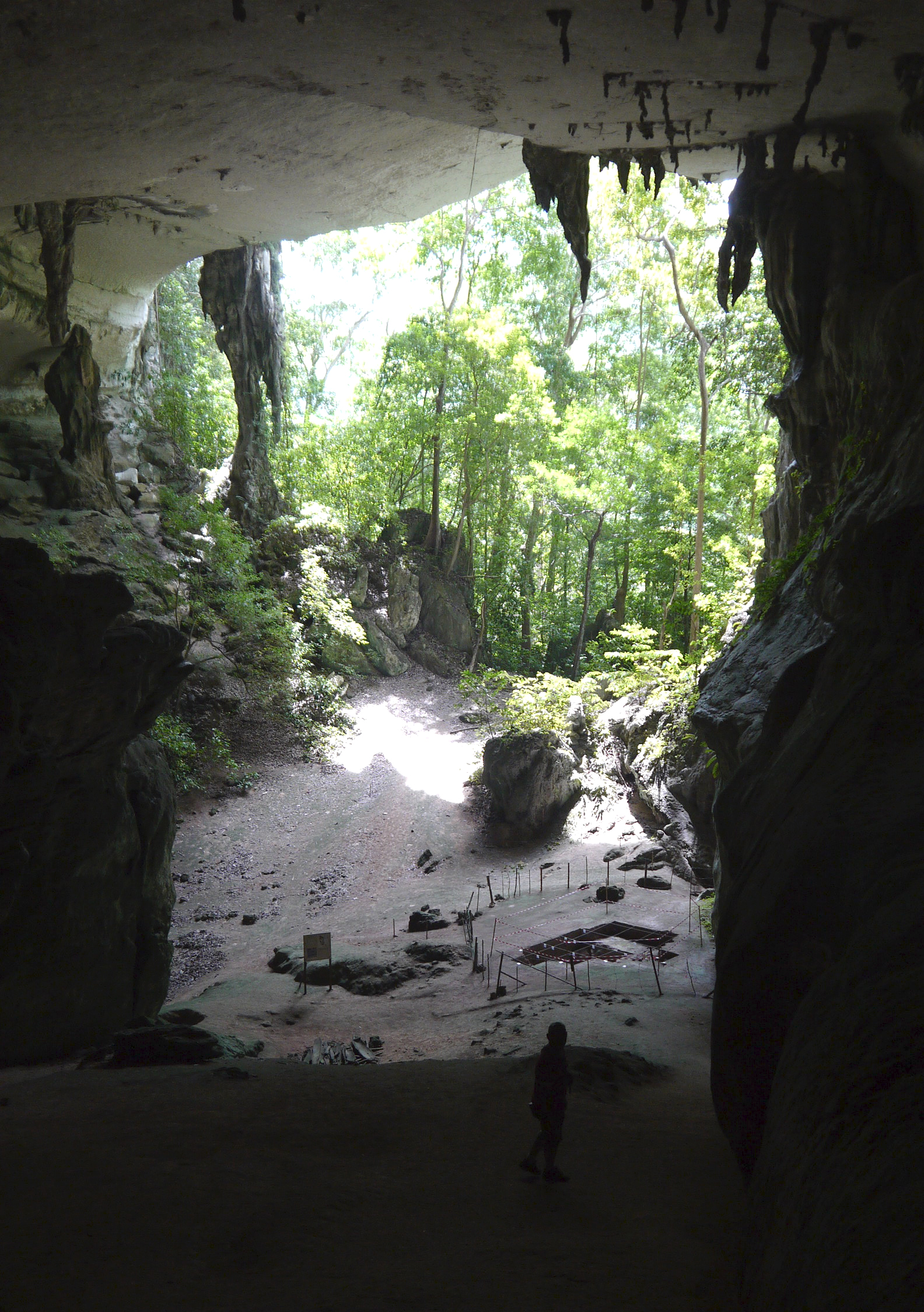
Un yacimiento arqueológico en la Cueva Pintada (Kain Hitam). La Cueva Pintada es una cueva pequeña pero de gran importancia arqueológica situada al sur del complejo de la Gran Cueva de Niah, donde se pueden ver antiguos enterramientos y pinturas rupestres.

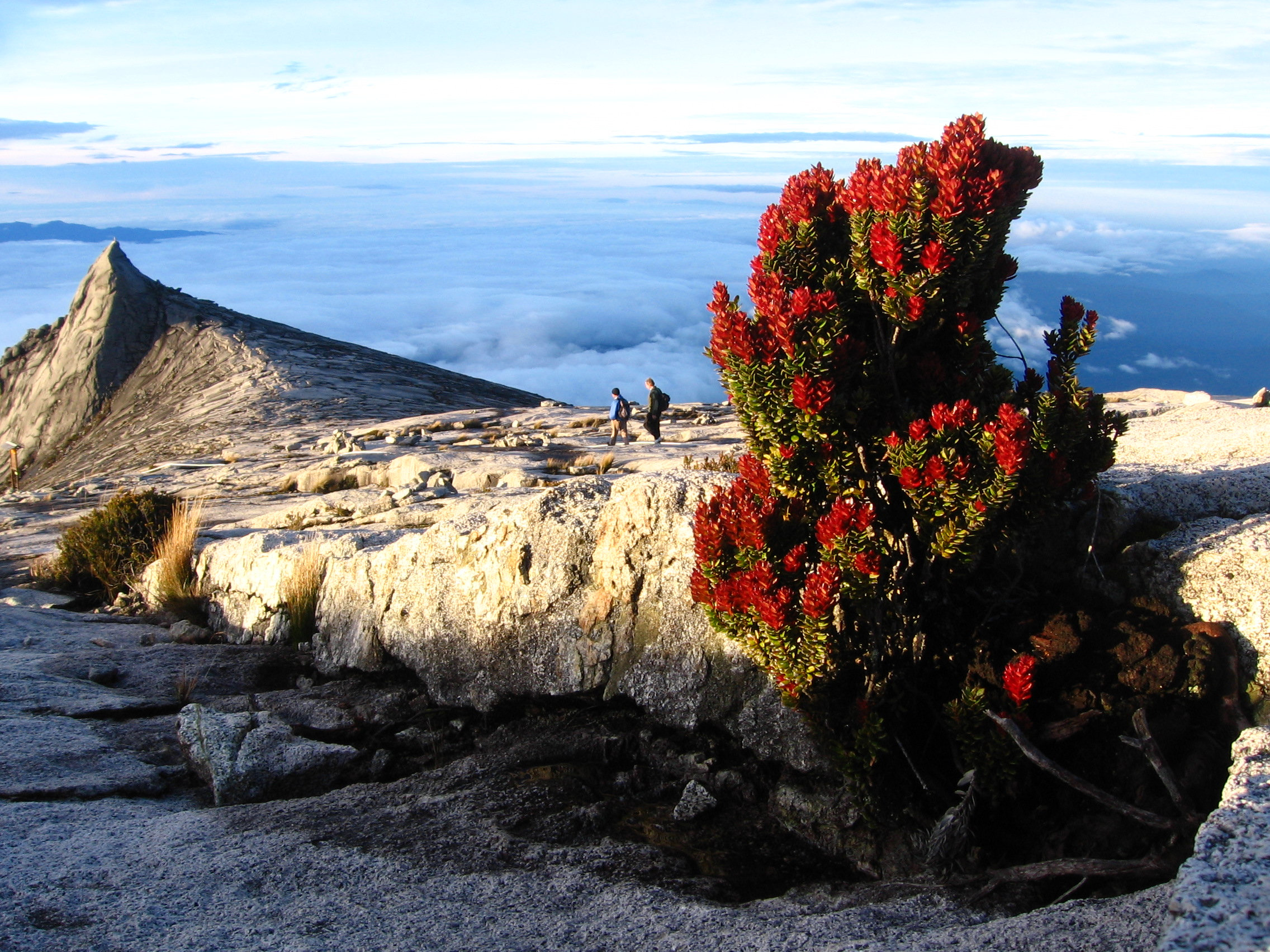
Cima del monte Kinabalu

- Parque nacional de los montes Crocker, 1.406 km². Sistema montañoso frente a la costa de Sabah, en Borneo, al sur del Parque nacional de Kinabalu. La cordillera Crocker separa las costas occidental y oriental de Sabah, con una altitud media de 1800 m. Culmina en el monte Alab, de 1964 m, fuera de la zona protegida, que se halla por encima de 300 m, ya que por debajo se usa para cultivar arroz y otros productos comerciales.

- Parque nacional de Kinabalu, más conocido como Parque Kinabalu (no nacional), de 754 km², alrededor del monte Kinabalu, de 4.095 m, la mayor montaña de Insulindia y la más joven del mundo que no es de origen volcánico. En la costa oeste de Sabah, en el distrito de Ranau, en la división de la Costa Occidental. Es Patrimonio mundial y reserva de la biosfera de la Unesco. Parque Patrimonio de la ASEAN. Al sur de la cordillera Crocker. Por su  elevación, comprende cuatro zonas climáticas, desde las ricas tierras bajas de dipterocarpos, el bosque montano de Quercus y rododendros, el bosque de coníferas y el prado alpino. La montaña es conocida por sus plantas carnívoras, especialmente Nepenthes rajah, y sus orquídeas. Entre los animales, destacan la endémica sanguijuela roja gigante de Kinabalu, y la lombriz de tierra gigante de Kinabalu.

- Parque nacional de Bako, 27 km², en Kuching, en Sarawak, en la desembocadura de los ríos Bako y Kuching, en la península de Muara Tebas. Parque Patrimonio de la ASEAN.

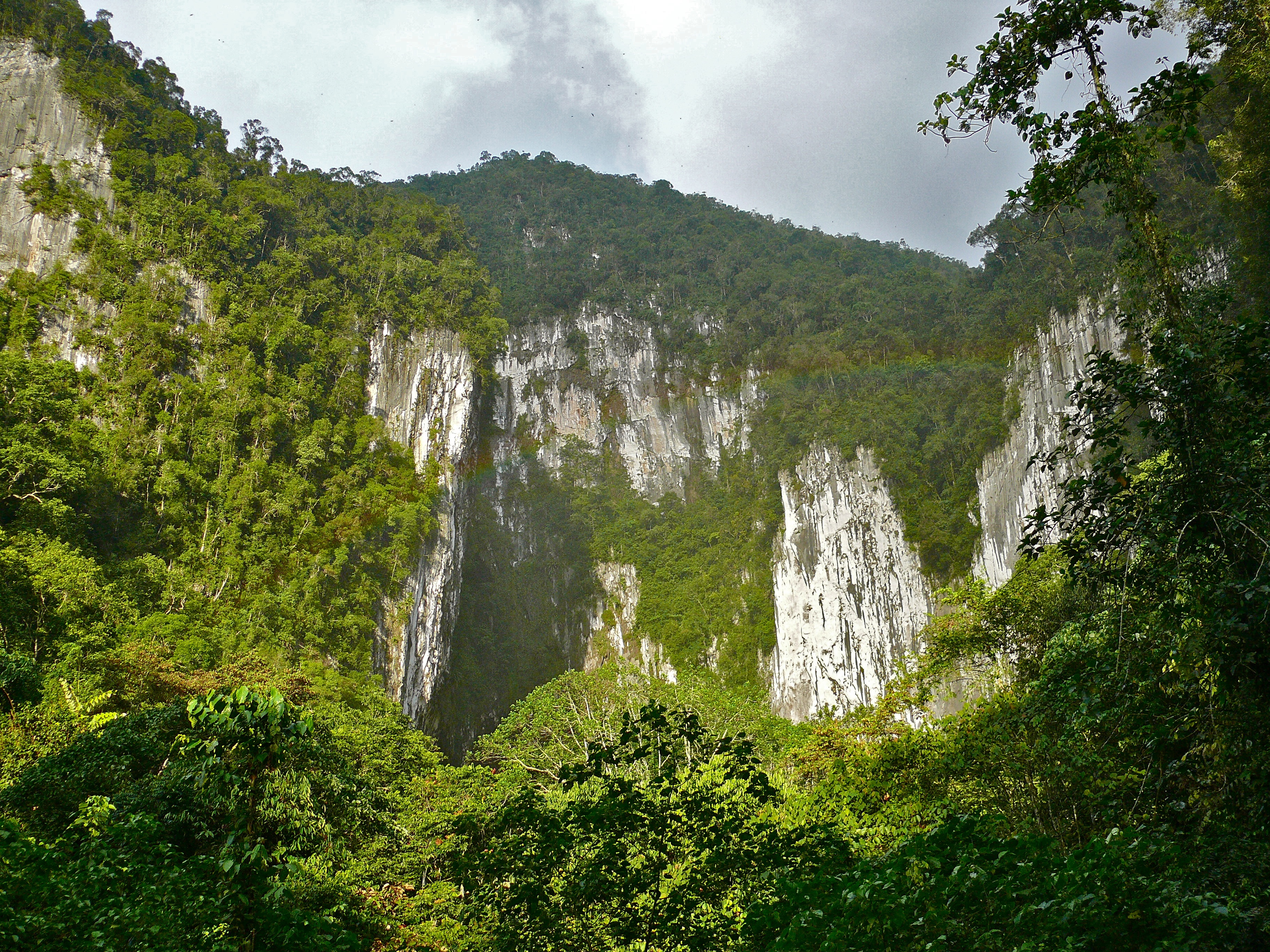
Entrada a la Cueva del Ciervo en el Parque nacional de Gunung Mulu

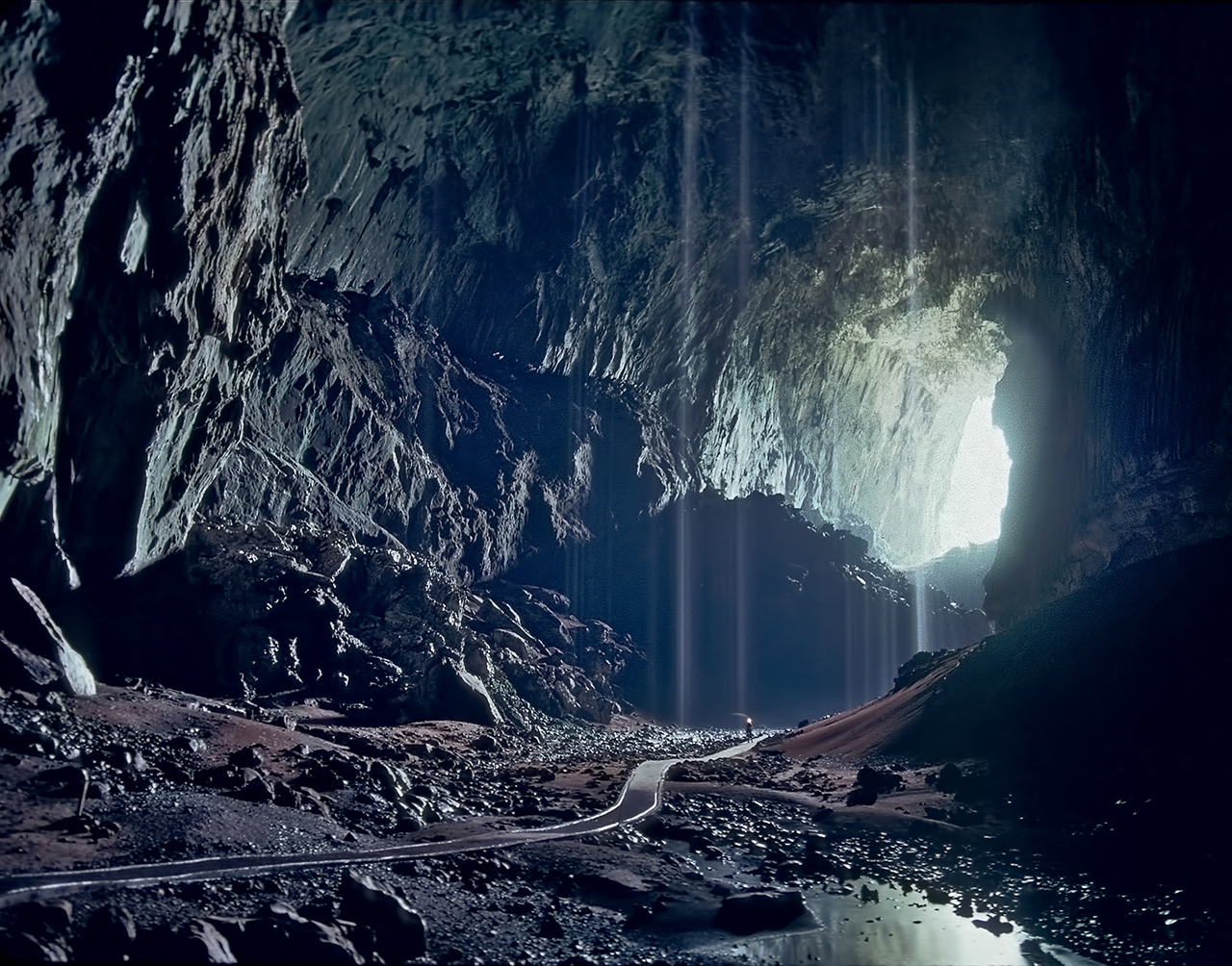
Entrada a la Cueva del Ciervo, en Gunung Mulu, donde cae una cascada desde el techo a 122 m de altura.

- Parque Nacional de Gunung Mulu, 594 km² en Sarawak, división de Miri, dominado por la cima de arenisca del Gunung Mulu, de 2.337 m. Famoso por las cuevas, entre ellas la del Ciervo, la de Agua Clara (Clearwater) y la gruta de Sarawak. Patrimonio de la humanidad de la Unesco. Una prolongación del parque hacia el norte alberga el Parque nacional de Gunung Buda, en torno al monte Buda, de 963 m.

- Parque nacional de Gunung Buda, 113 km2. En indonesio, gunung significa montaña. Se encuentra en la división de Limbang, en Sarawak, desde 2001, al norte del parque nacional de Gunung Mulu, conocido por sus cuevas de gran tamaño.  Se han registrado unas 300 especies de aves, numerosos primates y más de 2.500 especies de árboles. El bosque es de dipterocarpáceas y en las zonas bajas hay kerangas o bosques pantanosos. En lengua penan, Gunung Buda significa monte blanco, debido a su naturaleza caliza. Forma parte de las calizas de Melinau, que junto a la formación de Mulu (esquistos y areniscas) y la formación de Setap Shale[7] constituyen la mayor parte de las rocas terciarias del noroeste de Borneo.[8][9]

- Parque nacional de Niah, 31 km². En el distrito de Simunjan, división de Miri, al norte de Sarawak, cerca de la costa. Importante por las imponentes cuevas de Niah, kársticas. Habitadas por humanos al menos desde hace 40.000 años. Es lugar de caza del pueblo penan, que recolectan los nidos de aves, como las golondrinas, que son demandadas por la cocina china. Cada parte de las cuevas tiene un nombre. Para acceder a la cueva hay que atravesar varios kilómetros de bosque tropical intacto. Los pájaros anidan en la principal formación rocosa de la cueva, la Trader’s Cave. En la boca oeste de la entrada, las dimensiones son colosales: 60 m de altura y 250 m de anchura. Después viene la cámara (o Lubang) Padang, luego se atraviesa un pasadizo llamado Cueva de la Luna (Gan Gira), donde la oscuridad es total, y después está la Cueva Pintada (Gua Kain Hitam), donde hay pintadas figuras humanas con hematite rojo en una franja de 30 m en el muro posterior, donde aparecen guerreros y cazadores, así como largos botes que parecen transportar las almas de los muertos en un peligroso viaje a las tierras de los muertos. En el techo de la cueva se puede ver un animal único, el gecko de la cueva de Niah (Crytodactylus cavernicolus)[10][11]

- Parque nacional de Bukit Lambir, 69,5 km², en Sarawak, división de Miri. Bosques mixtos de dipterocarpáceas entre 150 y 465 m de altitud. Alberga 1200 especies de árboles y otras 1200 de insectos en una de las áreas con más biodiversidad del mundo. Se han registrado 247 especies de aves. Hay gibones, tarseros y pantera nebulosa en un intrincado bosque donde pueden admirarse las cascadas Latak y ascender a la cima Lambir.[12]

- Parque nacional de Loagan Bunut, 100 km², en Sarawak, división de Miri, por el nombre del lago que cubre 650 ha junto con las zonas pantanosas que lo rodean.[13] En época seca, el lago se convierte en un lodazal seco, pero cuando está lleno se pueden recorrer en barca sus selváticas orillas, donde se encuentran muntíacos, jabalíes barbudos, ciervos ratones, langures, macacos cangrejeros y zorros voladores.[14]

- Parque nacional de Similajau, 90 km², en Sarawak, junto al mar, 30 km al nordeste de Bintulu. Tortugas, cocodrilos, delfines. Se han registrado 185 especies de aves, desde bucerótidos a águilas marinas, y 24 especies de mamíferos, incluidos jabalíes y macacos. Se pueden hacer excursiones por las playas y bahías, a los manglares o a los rápidos de Selunsur, pasando por un bosque mixto de dipterocarpos y kerangas (bosque de brezales de Sondalandia, sobre un suelo arenoso, pobre en nutrientes).[15]

- Parque nacional de Gunung Gading, 42 km², sudoeste de Sarawak. Protege la Rafflesia, la flor más grande del mundo. El parque consiste en una serie de abruptas montañas cerca del pueblo de Lundu, a 2 horas en vehículo de Kuching. El parque se llena de visitantes cuando florece la Rafflesia, planta parásita que crece durante 18 meses infestando los tallos de su anfitrión, seguida de nueve meses de maduración en un brote con forma de calabaza antes de florecer durante 4 o 5 días.[16][17]

- Parque Nacional de Kubah, 22,3 km². Sierra de arenisca a 22 km de Kuching, en las laderas de los montes Serapi, entre 150 y 450 m, famosa por sus palmas, su selva virgen, mezcla de dipterocarpaceas con bosque de kerangas (tierras ácidas arenosas donde no puede crecer arroz, excesivamente lavadas),[18] llena de orquídeas y helechos.[19]

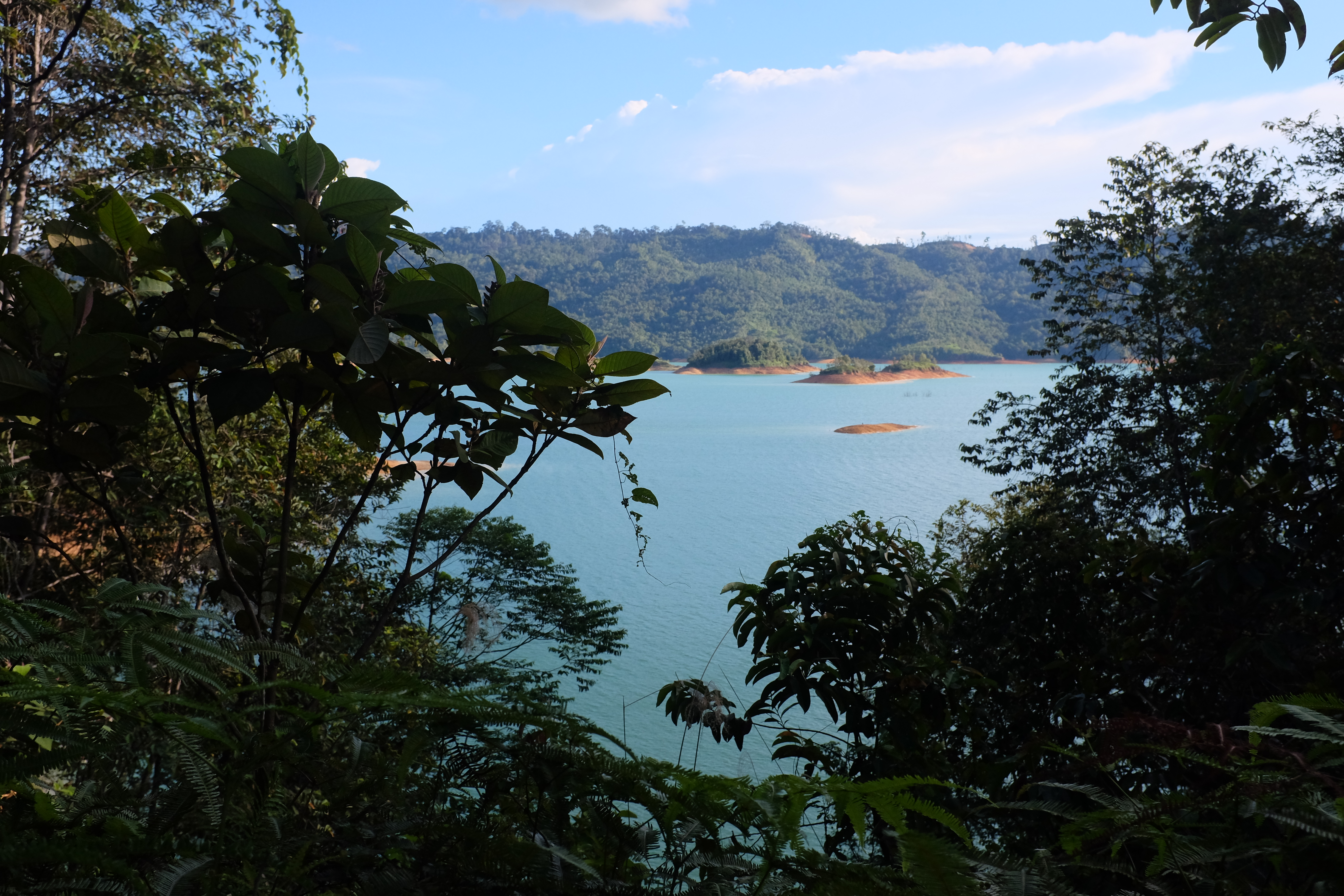
Parque nacional de Batang Ai con el embalse.

- Parque Nacional de Batang Ai, 240 km², en Sarawak, en la división de Sri Aman, 250 km al este de Kuching. Se crea en un bosque tropical en torno al embalse de Batang Ai. Este tiene una presa de 85 m de altura y una longitud de 810 m, con una capacidad de 2870 hm3 y una superficie del embalse de 85 km2, con el objetivo de producir energía hidroeléctrica, con cuatro turbinas que producen 100 MW.[20] La obra provocó el desplazamiento de unas 3000 personas del pueblo iban. El parque permite a los visitantes recorrer en barca uno de los afluentes del embalse, visitar las casas alargadas de los iban y hacer excusiones por la selva. Con un guía adecuado, se pueden ver orangutanes.[21] Se dice que de los 1600 orangutanes de Sarawak, el 95% vive en Batang Ai y el Santuario de la naturaleza de Lanjak Entimau (1928 km2), hacia el interior, en la frontera con Indonesia. En 2013, se encontraron en Batang 200 orangutanes en las zonas protegidas. Ambas reservas forman parte de una iniciativa llamada Heart of Borneo para la protección de la biodiversidad en el interior de Borneo.[22]

- Parque Nacional de Tanjung Datu, 7,3 km², en Sarawak, costero, conocido como el paraíso de Borneo, solo es accesible en barco.[23] Es una estrecha franja de colinas boscosas y playas con aguas esmeraldas, en el extremo sudoeste de Sarawak. Es uno de los pocos lugares donde la selva tropical se encuentra con el mar. Hay algunas playas pequeñas, como Tanjung Antu Laut. El bosque es mixto de dipterocarpos, con algunos parches de bosque secundario en la orilla. El punto más alto es Gunung Melano, con 542 m, cubierto de bosques. En sus laderas se encuentra la Raffesia, la flor más grande del mundo. Entre la vida salvaje, hay el gibón ágil de Borneo, macacos, ciervos, civetas, jabalíes, el raro surili de Sarawak[24] y las tortugas verde y olivácea.[25]

- Parque nacional de Talang Satang, 194 km², en Kuching, Sarawak, zona costera rodeada de cuatro islas, tres de las cuales son paraísos para las tortugas, y diversos islotes poblados de aves.[26] * En 1999, incorporó el Santuario marino de Pulau Tukong Ara Tukong, un promontorio rocoso en mar abierto a 5 km de la costa en la bahía de Santubong. Es lugar de cría del charrán embridado y el charrán de Sumatra.

- Parque nacional de Bukit Tiban, 80 km², en Sarawak. Zona reforestada en la cabecera de la cuenca de varios ríos, rodeada de plantaciones de palma de aceite.[27]

- Parque nacional de Maludam, 432 km², en Sarawak. Pantanos y turberas en una zona llana y selvática cerca del mar con una amplia y curiosa variedad de monos: surili de Sarawak, lutung, mono narigudo, macaco cangrejero y aves como el cálao malayo y el cálao cariblanco.[28]

- Parque nacional de los manglares de Rajang, 107 km2, en Sarawak, división de Sarikei. Desde el 2000. Importante para la protección de la costa, alberga monos narigudos, langures plateados, marabúes menores, delfines del río Irawadi y cálaos. Se encuentra en la desembocadura del río Rajang.[29] El complejo de manglares en Rajang-Belawai-Paloh cubre 938 km2, el 58% del total de manglares de Sarawak. El delta y la costa son importantes para los delfines. Un proyecto estudia rehabilitar los manglares dañados,[30] lo que incluye promover entre las poblaciones locales la producción de pimienta sostenible en Ulu Katibas y la creación del corredor de vida salvaje de Baleh, desde los manglares y río arriba, entre los propuestos parques nacionales de Hose Laga y Baleh, en Sarawak, y el Parque nacional de Kayan Mentarang, en Kalimantán, Indonesia. El Parque nacional de Baleh se encontraría en la zona alta del río Baleh, uno de los afluentes del río Rajang, cerca de Indonesia.[31]

- Parque nacional de Pulong Tau, 1.645 km². En el interior, al norte de Sarawak, incluye el monte Murud, de 2.424 m, el más alto del estado, las montañas gemelas sagradas de Bukit Batu Lawi (2.046 y 1.850 m). Rododendros, helechos, orquídeas y plantas carnívoras.[32]

- Parque nacional Humedales de Kuching, 66-85 km², oeste de Sarawak, a 15 km de Kuching. Sitio Ramsar.[33]

- Parque nacional Cuevas de las Hadas (Fairy Caves), 11,34 km², en la división de Kuching, en Sarawak, a veces solo Reserva natural de la Cueva de las Hadas y la Cueva del Viento (esta última Parque nacional de la Cueva del Viento, con 11 ha), a media hora de Kuching, al oeste de Sarawak. Estalactitas y estalagmitas, selva, manglares y vegetación rupícola.

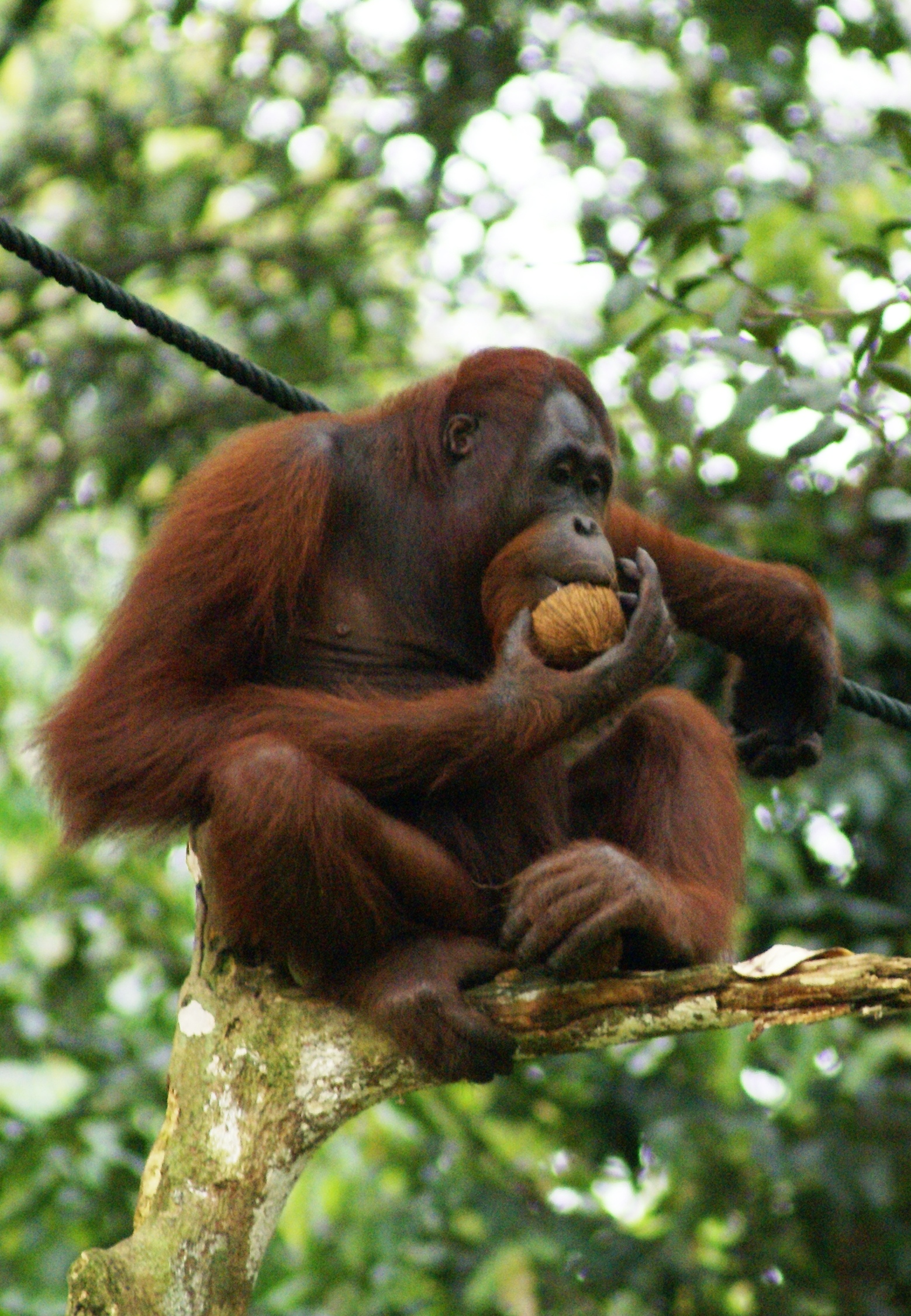
Orangután en el centro de recuperación de Semenggok

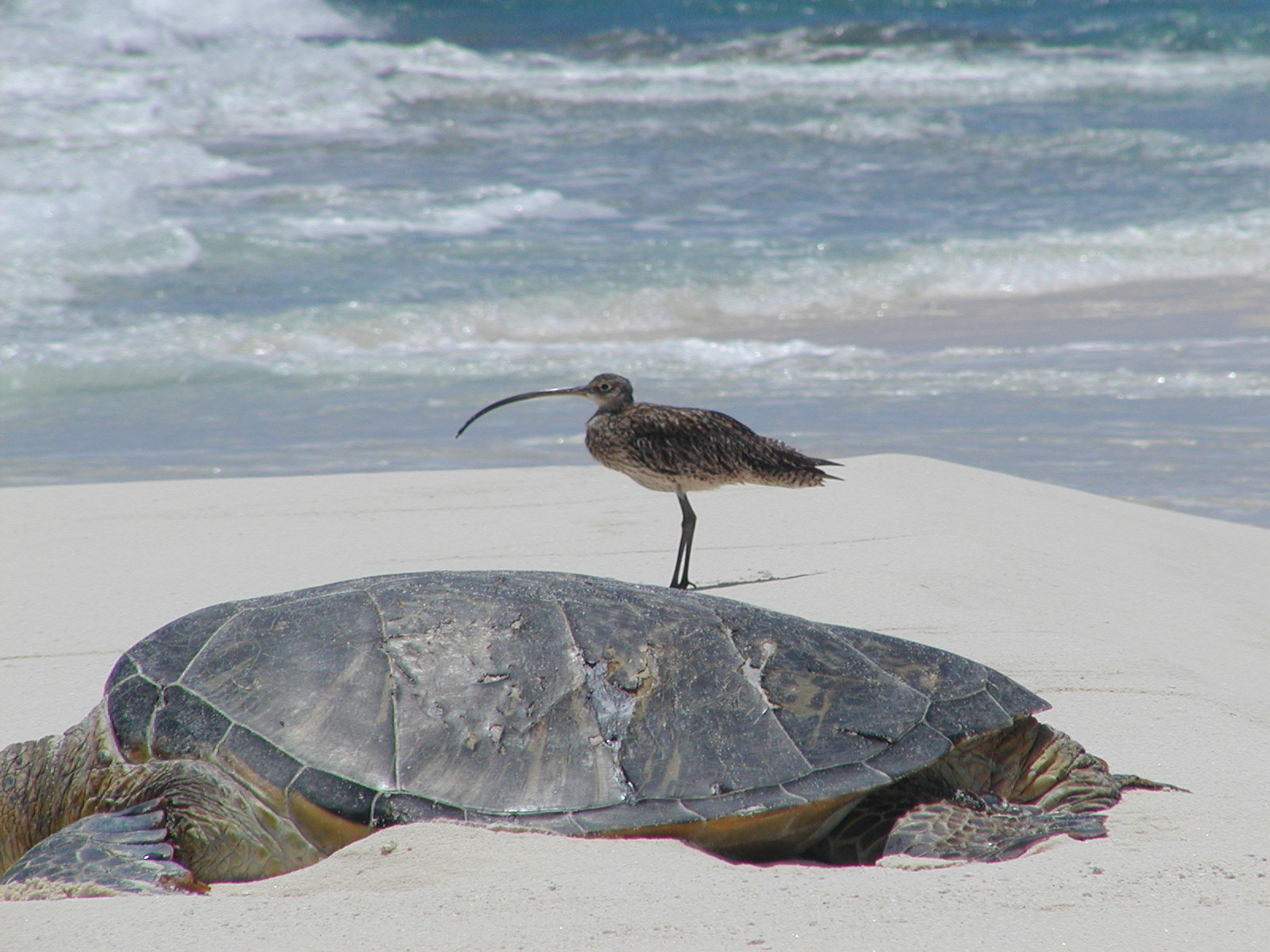
Zarapito de Siberia

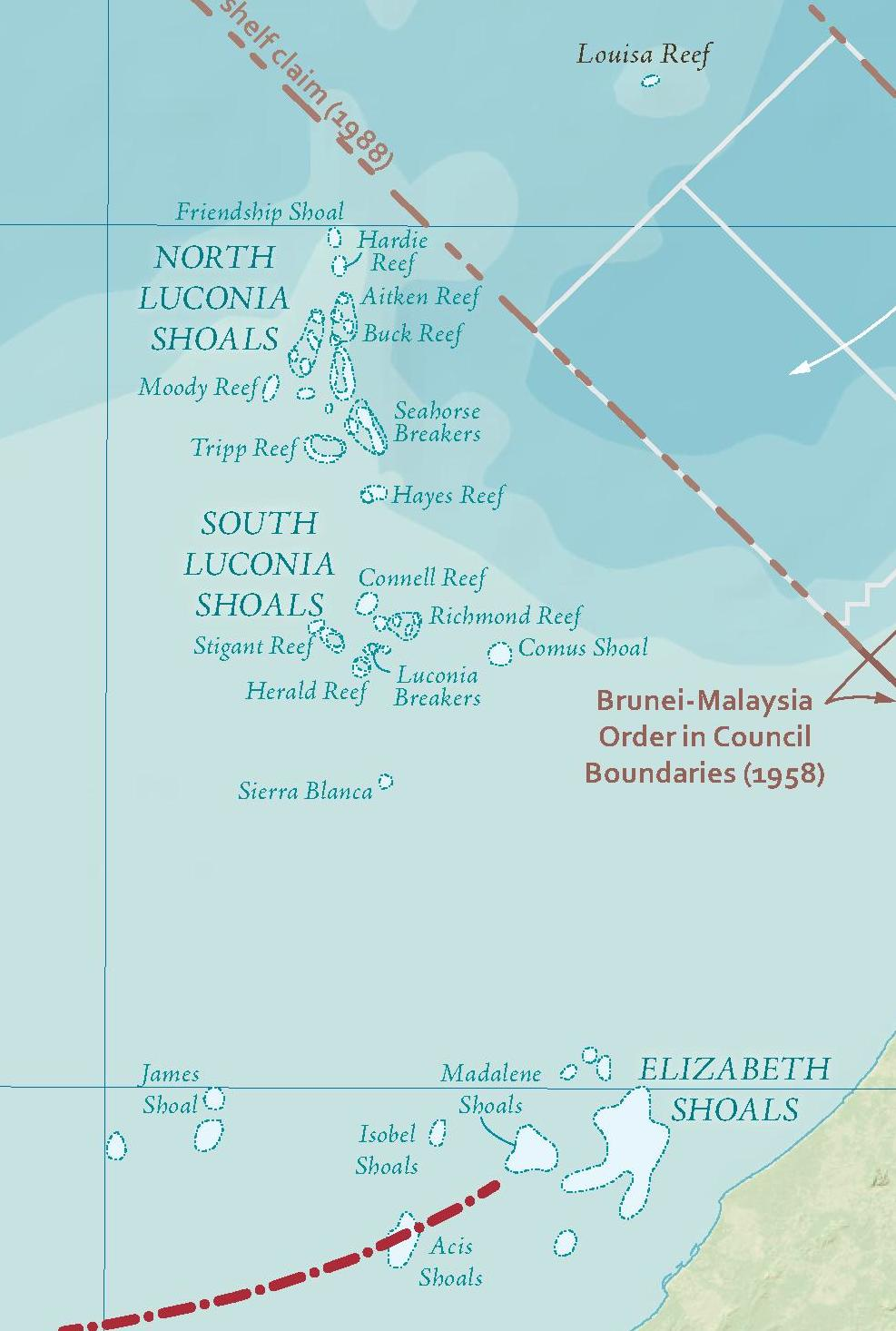
Luconia Shoals, cuya parte meridional es Parque nacional del banco de arena de Luconia

- Parque nacional de Usun Apun, 1130 km², en Sarawak. Meseta volcánica cerca de la frontera con Indonesia, cubierta de jungla, de la que se desprenden una serie de imponentes cascadas, entre las que destacan las de Julan.[34][35]

- Parque nacional de Usun Apau, 471,2 km2. En Sarawak, designado en 2005, se encuentra en la meseta de Usun Apau, en las tierras altas del centro de Borneo. La meseta, volcánica, tiene unos 1550 km2 y se encuentra a 1000 m de altura. Hay tres volcanes extintos en el centro: Selidang (1.370 m), Kenawang (1.280 m) y Mabun (1.280 m). El norte, este y oeste acaba en un escarpe de unos 300 m de altura. Al norte, desembocan tres ríos que superan el escarpe, entre ellos, el río Julan, que forma la cascada de Julan, de casi 245 m de altura. Aquí se encuentran las cabeceras de los ríos Rajang y Baram. La meseta está cubierta de bosques húmedos montanos de Borneo, incluido el kerapa, un bosque atrofiado de árboles pequeños con troncos nudosos debidos a la pobreza del suelo poco drenado, y kerangas ('donde no crece el arroz'), también llamado bosque y matorral de Sondalandia, ya encontrado en Brunéi, sobre suelos volcánicos pobres y arenosos, con árboles altos del género Gymnostoma y especies de Myrmecophytes y Hydnophytum, que son plantas asociadas a las hormigas y con especies epífitas, y plantas carnívoras como Nepenthes spp. y Drosera spp. En la meseta hay numerosas aves vulnerables, como el faisán coliblanco, el cuco terrestre de Borneo y el cálao rinoceronte, amenazado por su hueso frontal, etc. El sapo Ansonia teneritas solo se encuentra aquí. Con la misma extensión, es zona de interés para las aves por BirdLife International.[36] Las laderas de la meseta están cubiertas de bosques de dipterocarpos. En 2020 se vio por primera vez un orangután en Usun Apau.[37]

- Parque nacional de Semenggoh, 6,2 km2, en Sarawak. Hasta hace poco, Centro de Recuperación del Orangután de Semenggoh. Reserva natural creada en 1975 para rehabilitar distintas especies, pero se ha hecho famoso por los orangutanes, que viven en el bosque lluvioso tropical de Borneo y el norte de Sumatra. Orang-után significa 'persona de bosque'. Los machos pueden alcanzar 150 cm de altura y pesar 100 kilos, con una longitud de brazos de 240 cm. El centro se encuentra a 24 km de Kuching. Desde la entrada al centro hasta el parque de los orangutanes hay 1,6 km, y le entrada permite permanecer media hora siguiendo un sendero marcado de 200 m.[38][39]

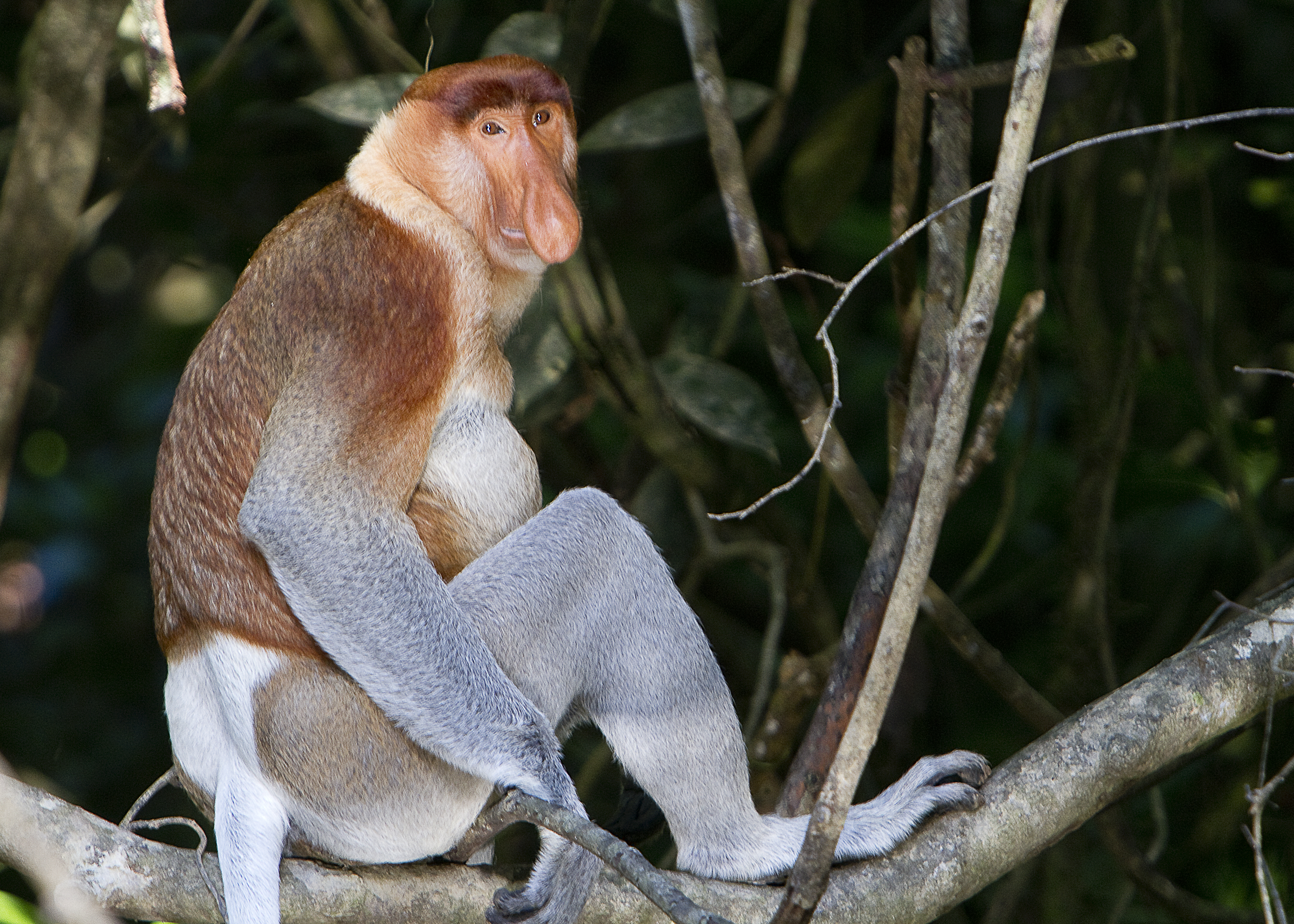
Mono narigudo

- Parque nacional de Santubong, 9,73 km2. En la península de Damai, 35 km al norte de Kuching. Es un bosque tropical enzarzado en una serie de picos que culminan a 810 m de altitud frente al mar en el pico Santubong. Se visitan una serie de pueblos pesqueros, el Sarawak Cultural Village y se hacen excursiones a la montaña. Destaca la presencia del delfín del río Irawadi, parecido a la beluga, que se puede ver cerca de la costa y en los ríos y estuarios.[40]

- Parque nacional de Bruit, 12 km2. Situado en la división Sarikei de Sarawak, en la costa, es una isla alargada cuya parte norte es una amplia llanura mareal, y el interior contiene turberas pantanosas degradadas y campos de arroz. No supera los 17 m de altura. Es una zona de importancia para las aves, con ejemplares como el marabú menor, el correlimos falcinelo y el zarapito de Siberia, entre otros.[41]

- Parque nacional de Pelagus, 20,41 km2, desde 2009. A lo largo de la zona central del río Rajang, en el centro de Sarawak. Bosque virgen y secundario sin actividad forestal desde 1960. Se centra en los rápidos del Rajang, a 170 km de Sibu, la segunda ciudad de Sarawak. El Rajang es el río más largo de Sarawak. Se origina en los montes Iran, en las tierras altas fronterizas con Indonesia. Viaja hacia el noroeste durante unos 565 km antes de desembocar en el mar de la China. Históricamente, los rápidos de Pelagus protegían a la tribu de los kayan o padaung, de las razzias de los cazadores de cabezas del pueblo iban. Se han observado unas 47 especies de aves, 16 de las cuales solo se encuentran en este parque. Entre ellas, el argos real, el vinago cabecirrufo, el cucal bengalí, el malcoha ventrinegro, el cuco de Sonnerat, etc. De las 288 especies de mamíferos que hay en Borneo, 102 son murciélagos y 61 son roedores. Entre los que se han observado en el parque figuran el prionodon, el perro doméstico, el kanchil, el muntíaco amarillo de Borneo y otros cérvidos, el jabalí barbudo, el macaco cangrejero y el pangolín malayo entre otros. [42] Entre los invertebrados, hay cangrejos de los géneros Bakousa, Arachnothelphusa, Ibanum, Macrobrachium, etc.[43]

- Parque nacional del manglar Limbang, 28,87 km2. En la desembocadura del río Limbang, al sur de Bandar Seri Begawan, capital de Brunéi, en la zona costera que pertenece a Sarawak entre las dos regiones de Brunéi. En este lugar se encuentra el mono narigudo, de los que se contaron 44 individuos en 2019. Un estudio con 11 botes que recorrieron 223,6 km de las orillas del manglar y los estuarios adyacentes contaron 236 individuos en 34 grupos. En la zona del parque, se encuentran en el centro del manglar. Se cuestiona la presencia de turistas con la supervivencia de los animales.[44]

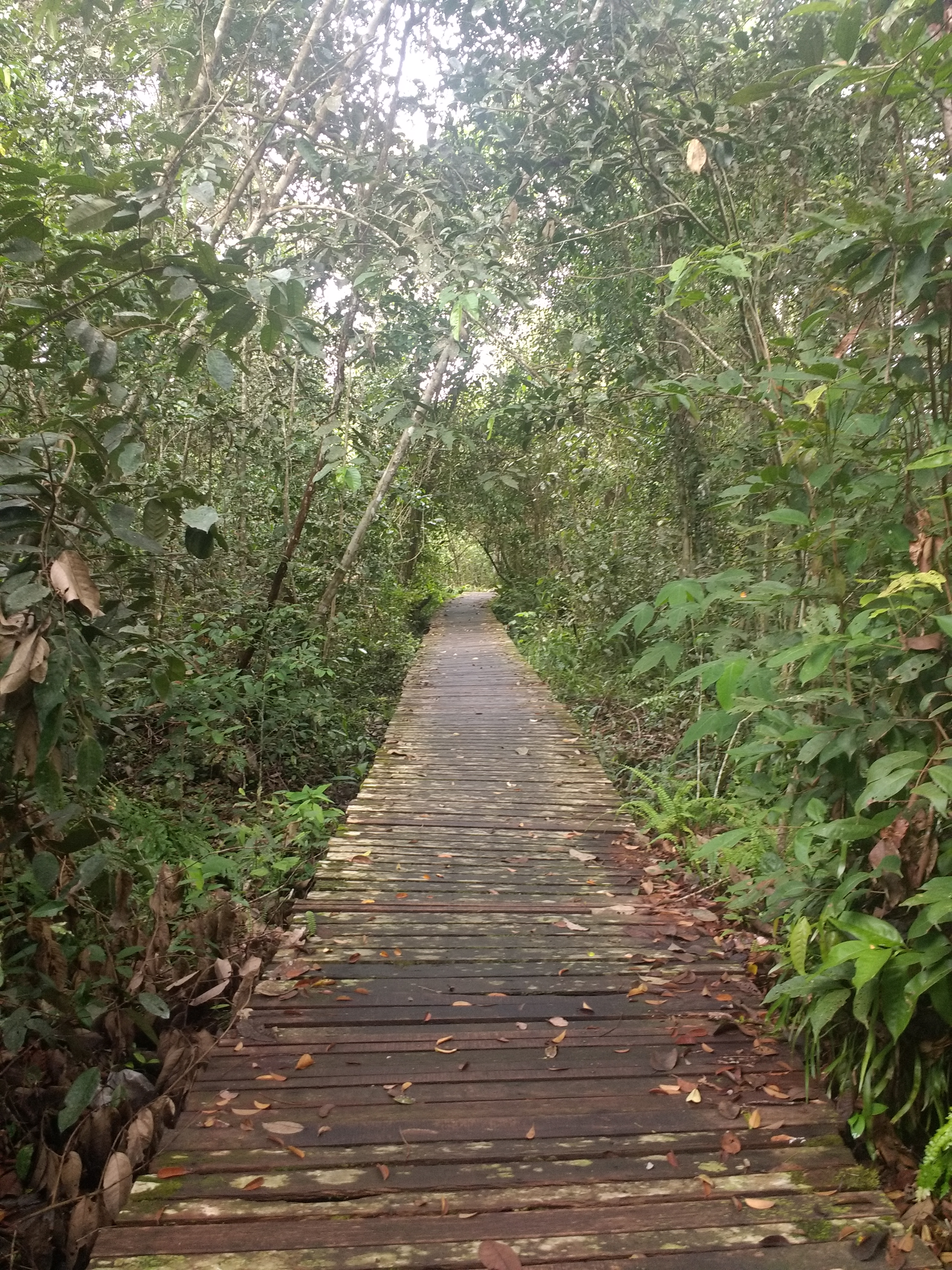
Reserva forestal de Bukit Lima

- Parque nacional del arrecife de coral de Miri-Sibuti, 1721 km2. Al norte de Sarawak, en la división de Miri. Conocido por la visibilidad de sus aguas desde los 10 hasta los 30 metros de profundidad. Entre sus atractivos se encuentra el Jardín de Eva (Eve's Garden), por sus corales de cuero rugosos y anemonas gigantes, y los arrecifes de Belais, donde se pueden ver peces ángel, chiles y Halieutaea.[45] En la costa se encuentra el Centro de rehabilitación de Sibuti.[46]

- Parque nacional de Sungai Meluang, 22,51 km2. En Sarawak interior, división de Bintulu, desde 2013. Se ha registrado el gato jaspeado.[47]

- Parque nacional de Ulu Sebuyau, 152-183 km2. En la desembocadura del río Lupar, en el oeste de Sarawak, desde 2010. Parte inferior del río Batang Lupar, en un área de bosques pantanosos y turberas en las divisiones de Samarahan y Sri Aman. Hay 5 especies de primates, 7 de pequeños mamíferos, 72 de aves y 16 de anfibios registradas. Solo se han observado nidos de orangutanes desde el aire. Hay dos especies de bucerótidos, el cálao malayo y el cálao crestado. Y dos especies nuevas de ranas de los géneros Hylarana y Microhyla. El bosque es secundario regenerado en una zona llana propensa a las inundaciones.[48]

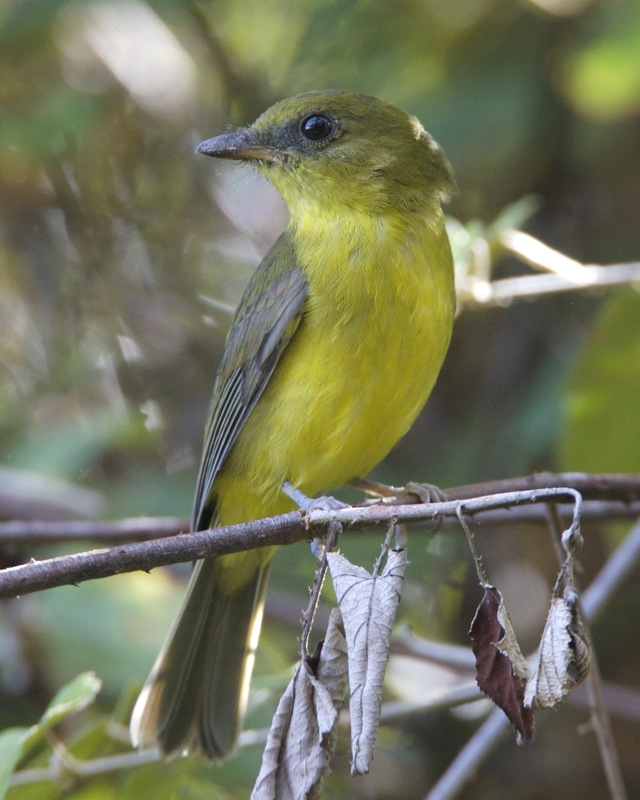
Silbador de Borneo

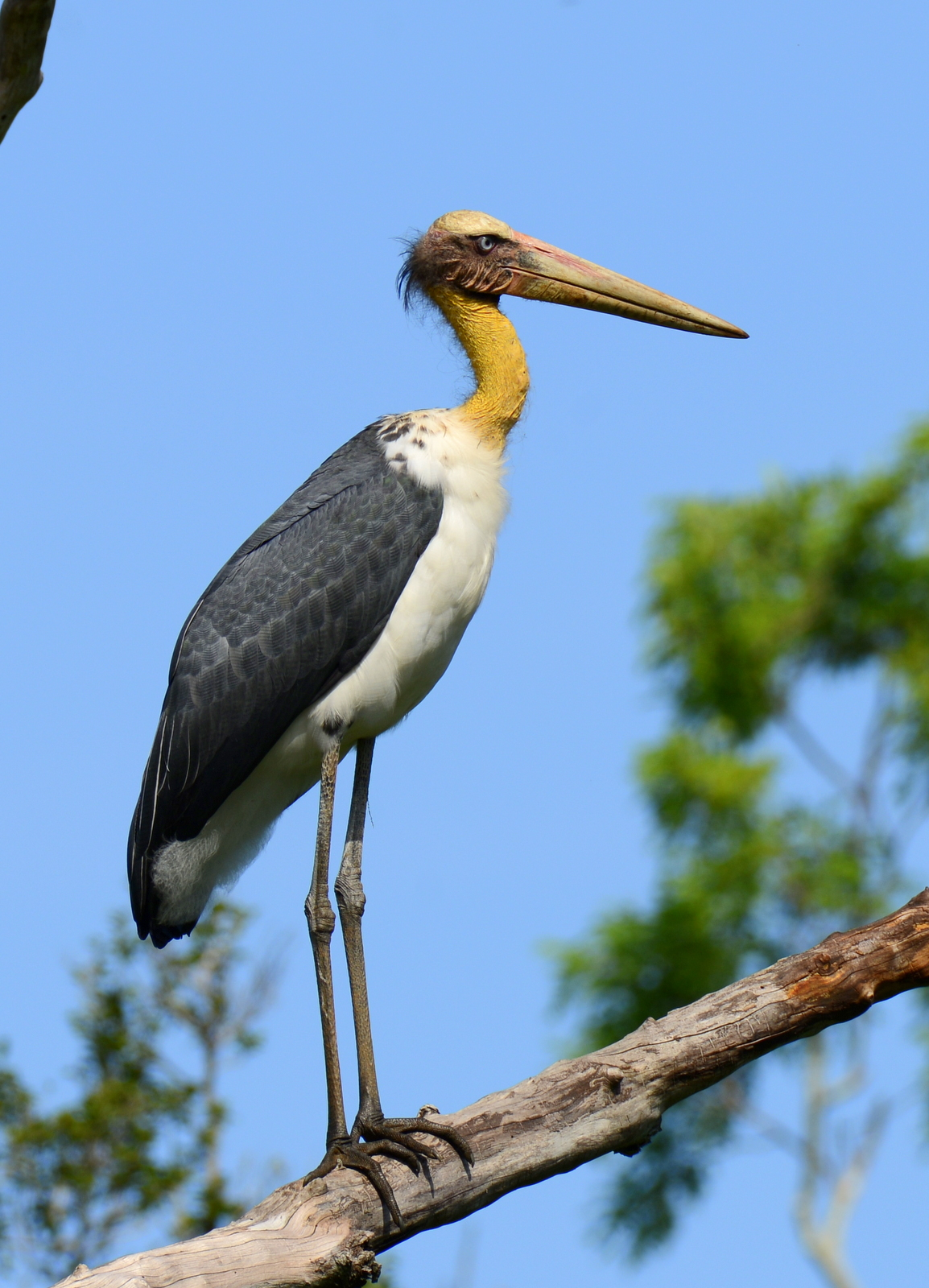
Marabú menor

- Parque nacional marino del banco de arena de Luconia (Luconia Shoals o Luconia Reefs), 10.118 km2. Frente a la costa norte de Sarawak, es un amplio y complejo arrecife y banco de arena en el mar del Sur de la China. La zona es reclamada por varios países, en el extremo sur de las islas Spratly, formadas por un centenar de arrecifes con ricos bancos de pesca, gas natural y petróleo. En 2018 fue declarado parque nacional marino, sobre la plataforma continental de Sonda en la zona económica exclusiva de Malasia en las aguas territoriales de Sarawak, en el banco de arena de Luconia Sur, a unos 163-180 km de la costa de Sarawak, mientras que Luconia Norte se encuentra a entre 187 y 254 km.[49]

- Parque nacional de Sedilu, 51,18 km2. Al oeste de Sarawak, división de Simunjan. Hay orangutanes.[50] En Sarawak, los orangutanes pueden ser vistos en los parques nacionales de Batang Ai, Sebuyau y Sedilu, y en el Santuario de la naturaleza de Lanjak Entimau.[51]

- Parque nacional de la sierra de Bungo, 65,39 km2. Al oeste de Sarawak, en la división de Kuching. La sierra entera, con una extensión de 102,7 km2 y una altitud que varía entre 65 y 1097 m, es una zona de interés para las aves por BirdLife International (IBA). Es una zona muy agreste, al oeste de otra IBA de 43 km2, conocida como las calizas de Bau (Bau limestone en inglés), al sudoeste de la ciudad de Kuching, donde se encuentran las famosas Cuevas del Viento y de las Hadas.[52] Es el área de captación de dos ríos, Kiri y Kanan. En la zona viven los bidayuh, repartidos en varias aldeas.[53] El sur de la sierra es la frontera con Kalimantán Occidental, Indonesia. Un estudio sobre los bosques de Borneo habla de la degradación sufrida por las talas que se iniciaron en el siglo XIX, dejando el país lleno de bosques fragmentados, aun con una gran biodiversidad. El estudio buscaba en 2017 identificar la macrofauna y la fauna aun desconocida de los ríos de la zona, abundante en insectos, polillas, mariposas y luciérnagas. Los picos y sierras son predominantemente de pizarra con intrusiones de arenisca, con un dominio entre las plantas herbáceas de Araceae, con 36 géneros, de los que ocho son endémicos de la zona, y unas 350 especies, y Zingiberaceae, con 19 géneros de los que cuatro son endémicos y 250 especies).[54] Entre las aves destacables hay siete especies que merecen el IBA: la yuhina de Borneo, el barbudo montano, el anteojitos ojinegro, la ratina montana, el barbudo eximio, el anteojitos pigmeo y el silbador de Borneo.[55]

- Parque nacional de Dered Krian, 9,36 km2. Al oeste de Sarawak, en 1° 24'59.99"N y 110°08'60.00"E, división de Kuching. El área, en la vecindad de Bau, es famosa por sus minas de oro. Siguiendo las minas pasa una carrera famosa, la Sarawak Adventure Challenge,[56] que pasa por la famosa mina Lucky Hill. Los restos de la mineros se aprecian en los lagos azules. En una de las vertientes de la sierra de Bungo se encuentra una vieja mina de mercurio, rodeada de senderos, caminos y ríos. Para preservar la región minera, se crean las reservas naturales de las cuevas de Viento y de las Hadas, y el Parque nacional de Dered Krian, creado en 2013 para proteger el bosque  calcáreo o calizo, un tipo de bosque propio de Malasia que crece sobre colinas kársticas, con numerosas especies endémicas,[57] entre ellas diversas especies de orquídeas.[58]

- Parque nacional de Sampadi, 9,34-12,4 km2. En Sarawak, división de Kuching, distrito de Lundu. Se han hecho trabajos de reforestación en este lugar, sembrando de forma lineal dipterocarpos en una zona de inundaciones periódicas.[59]

- Parque nacional de la Cueva del Viento, 11 ha. Cerca de Bau, Sarawak, pueblo minero del oro en la división de Kuching, en Sarawak. La cueva, también llamada Lubang Angin, abierta en una montaña kárstica, ofrece un recorrido de 6 hectáreas por el bosque tropical en la zona protegida, a 5 km de la localidad de Bau y 48 km de Kuching. Hay cuatro recorridos: Cave Bat Trail, Riverview Trail, Jungle Trail y Fossil Trail, que suman unos 875 metros.[60] A pocos minutos se encuentra la Cueva de las Hadas o Gua Pari. Como la del Viento, forma parte de la formación calcárea del Jurásico de hace 170 millones de años,  y es más vieja que las cuevas de Mulu y de Niah.[61]

- Parque nacional de Sama Jaya, 33 ha. También parque forestal de Sama Jaya, en la zona este de la ciudad de Kuching. El parque urbano se utiliza para la conservación y la educación en un bosque que permanece en su estado natural, con más de 80 especies de plantas.[62] Está en la lista de los diez mejores parques de Kutching: el Parque nacional de Bako, el Malaysia China Friendship Park,[63] el Jong’s Crocodile Farm, el Dewan Bandaraya Kuching Utara Orchid Garden, el Semenggoh Wildlife Kuching Sarawak, el Parque nacional de Kubah, el Taman Negara Santubong, el Parque Padang Merdeka, el Parque Sama Jaya y el Parque del embalse de Kuching.[64]

- Parque nacional de Bukit Lima, 191 ha un parque antes reserva natural en la ciudad de Sibu. Bukit en indonesio quiere decir colina, como gunung quiere decir montaña. Sin embargo Bukit Lima apenas se alza una decena de metros sobre el nivel del mar. Es un parque urbano en el que se puede hacer un recorrido por una selva tropical y observar alguna de las 39 especies de aves y 8 de mamíferos, como el sambar, la comadreja malaya y la ardilla gigante.[65]

- Parque nacional de Pulau Tun Ahmad Zaidi, 3,75 km2. En el distrito de Daro, en Sarawak, al este de la isla de Pulau Bruit, en el estuario donde se unen los ríos Batang Lassa y Huru Seredeng, frente a la ciudad de Daro. Se considera un parque marino.[66]

- Parque nacional de Bukit Sembiling, 90 ha. Parque en Kampung Pemukat, en Limbang, Sarawak.[67] Limbang, cerca de la bahía de Brunei, está rodeado de reservas forestales: Perdadayan, Ulu Temburong, Taman Negara, Gurung Buda, Taman Negaru Mulu, Labi, pero es al sur de la ciudad donde se encuentra el parque de Bukit Sembiling, una colina con un altura máxima de 290 m a la que se accede desde el pueblo, en la desembocadura del río Limbang. Al oeste se encuentra la Reserva natural de Bukit Hitam.[68]

- Parque nacional de las islas Bakun, 55,28 km2. En el centro de Sarawak, división de Kapit, son 18 islas en el embalse de Bakun, en el río Rajang. El embalse tiene 700 km2 y su creación ha desplazado a unas diez mil personas de las etnias kenyah y kayan, sumergiendo la zona de bosques tropicales donde vivían. En las islas, seguían viviendo en 2013 unas 500 personas en lo que ahora son las colinas aisladas de su tierra. La conversión de las 18 islas en parque nacional generó polémica en su día.[69] La presa de Bakun se construye en la confluencia de los ríos Rajang y su afluente Balui, inundando la cuenca de este último. La altura de la presa es de 205 m y su longitud de 750 m. El principal contratista de la presa de Bakun fue la empresa sueca-noruega ABB. Se inaugura en 2011 con el objetivo de producir 2400 MW de energía hidroeléctrica mediante cuatro turbinas Francis de 300 MW. El área inundada es de 595 km2 y el área de captación de 14.750 km2.[70] La capacidad del embalse es de 43,8 km3. Los nativos, granjeros de subsistencia en su mayoría, son trasladados a un asentamiento llamado Sungai Asap y se les prometen 3 acres (1,21 ha) a cada familia. En Malasia, hay doce proyectos de presas que causarían los mismos daños y beneficios.[71]

- Parque nacional de Batu Laga, 388,74 km2. En Sarawak. Batu Laga es una meseta de la división de Kapit, a unos 1000 m de altitud, con 350 m de altura sobre el entorno, que se encuentra al sur del embalse de Bakun, rodeada por el norte y el oeste por el embalse y el río Balui. Forma parte de un corredor de la naturaleza que enlaza los montes Hose, sierra entre los ríos Balleh y Balui, con el parque nacional de Batu Laga y el Parque nacional de Betung Kerihun, en Kalimantan, Indonesia. El conjunto posee un bosque virgen con numerosas especies endémicas, entre ellas 8 especies de plantas carnívoras Nepenthes.[72]

- Parque nacional de Bukit Kana, 49,23 km2. El pico Kana tiene 1073 m y una prominencia de 1019 m. Se encuentra en la división Bahagian Bintulu, en Sarawak. Hay una estación de investigación en la zona.[73]

- Parque nacional de Bukit Mersing, 57,29 km2. El pico Mersing tiene 884 m y una prominencia de 773 m, en Sarawak.[74]

- Parque nacional de Gunung Lesong, 5,95 km2. En Sarawak, creado en 2013 en torno al pueblo de Lingga, en la división de Sri Aman. Hay un camino marcado hasta la cima, una meseta a 814 m, a través del bosque tropical.[75]

- Parque nacional de Gunung Pueh, 58,31 km2. Comprende el Santuario de la naturaleza de Samunsam, el más antiguo de Sarawak, en Kuching, desde 1979, que alberga monos narigudos, en un terreno ondulado que no supera los 25 m de altitud, siguiendo el río Samunsam.[76]

- Parque nacional de Kalamuku, 175 km2. En el distrito de Limbang, al norte de Sarawak. En medio de una zona de concesiones para la plantación de palma de aceite, como zona protegida.[77]

- Santuario de la naturaleza de Lanjak Entimau, 1870 km2, en la división de Kapit, junto a Sri Aman, en la frontera con Kalimantan, Indonesia, donde se halla el Parque nacional de Betung Kerihun, de 8000 km2. Entre ambos, forman el santuario de biodiversidad más importante de Borneo. Junto con el adyacente Parque nacional de Batang Ai, es el hogar del 10 % de los orangutanes.

## Sitios Ramsar

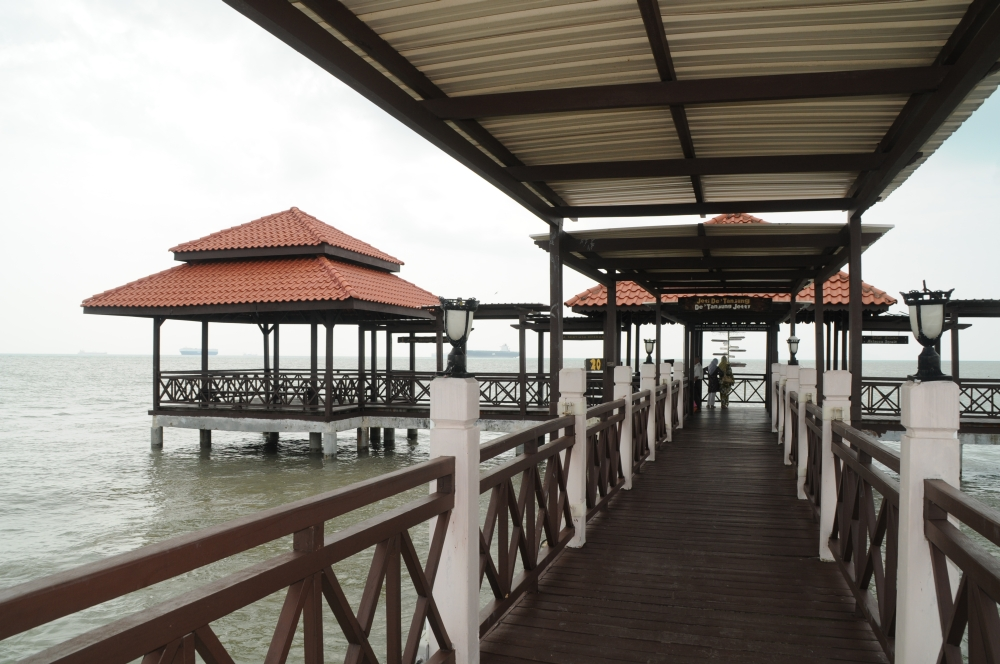
Embarcadero de Tanjung Piai

- Parque nacional Humedales de Kuching, 66 km², 01°41′N 110°14′E, oeste de Sarawak, a 15 km de Kuching. Sistema de manglares salinos con flora dominada por los géneros Rhizophora, Avicennia y Sonneratia. Cocodrilo marino, mono narigudo y lutung. 43 familias de peces y 11 especies de gambas, muchas comerciales.[78]

- Humedales de Kota Kinabalu, 24,2 ha, 05°59′N 116°05′E, costa norte de Sabah, en una zona urbana en la ciudad de Kota Kinabalu. 30 especies de manglar y plantas asociadas y 90 especies de aves. Entre ellos el mangle Bruguiera hainesii, y las aves garceta china y marabú menor.[79]
- Humedales de las cuencas inferiores de los ríos Kinabatangan-Segama, 788 km², 05°38′N 118°35′E, en la costa este de Sabah. Manglar costero y bosques pantanosos. Es el mayor manglar al sur del mar de Sulu. Elefante pigmeo de Borneo, mono narigudo, rinoceronte de Sumatra y orangután. Incluye la Reserva de la naturaleza de Kulamba, de 2014 km², para la conservación de los orangutanes.[80]

- Tasek Bera, 384 km², 02°58′N 102°36′E, en Pahang, Malasia peninsular. Reserva forestal y reserva estatal de conservación. Un ejemplo de ecosistema de aguas negras de la región, que incluye aguas abiertas, una zona pantanosa de juncos y bosques pantanosos con praderas alrededor. Hay unas 328 especies de algas, 18 de plantas acuáticas, 64 de zooplancton y una abundancia de insectos acuáticos, camarones, cangrejos y 95 especies de peces, muchos indígenas, entre ellos el arowana. Se encuentran asimismo todos los anfibios y reptiles de Malasia, y unas 119 especies de aves, de las que dos, el ave sol asiático y el Lophura rufa, un faisán noble, están amenazados.[81]

- Sungai Pulai, 91 km², 01°23′N 103°32′E, en Johor, sudeste de Malasia peninsular, reserva forestal, en el estuario del río Sungai Pulai. Llanuras intermareales, corrientes de agua dulce.[82]

- Pulau Kukup, 647 ha, 01°19′N 103°25′E, en Johor, sudeste de Malasia peninsular. Parque estatal, isla-manglar deshabitado. Murciélago gran zorro volador, de hasta 150 cm de envergadura, jabalí barbudo, nutria lisa, macaco cangrejero, marabú menor, etc. Actividad pesquera entre la isla y la península.[83]

- Tanjung Piai, 526 ha, 01°16′N 103°31′E, en Johor, sudeste de Malasia peninsular. Parque estatal. Manglar y llanuras mareales. Macaco cola de cerdo sureño y macaco cangrejero, pita de manglar, pangolín, puercoespín, etc.[84]

## Reserva de la biosfera
- Reserva de la biosfera de Tasik Chini, 69 km2. Es el segundo lago más grande de Malasia y el primero en recibir el reconocimiento de la Unesco en 2009. El área consiste en el lago los ríos que alimentan el lago, el Parque estatal de Tasik Chini y la colina de Bukit Chini (bukit significa elevación), de 641 m de altura. Se encuentra a 100 km de Kuantan la capital del estado de Pahang. El embalse construidi en el único río que drena el lago, el Sungai Chini, Tasik Chini siempre se encuentra lleno de agua, aun en la estación seca.[85] De forma abreviada se conoce como TCBR (Tasik Chini Biosphere Reserve). Es uno de los puntos calientes del ecoturismo de Malasia, debido a la biodiversidad, que incluye el loto sagrado, el loto egipcio blanco, Lepironia articulata y el pez Channa micropeltes o cabeza de serpiente gigante, con más de un metro y 20 kilos. Se han registrado 104 especies de árboles en peligro, 304 especies de animales terrestres t 144 especies de peces. Hay comunidades indígenas en el entorno, entre ellas los jakún.[86]

## Patrimonio de la humanidad

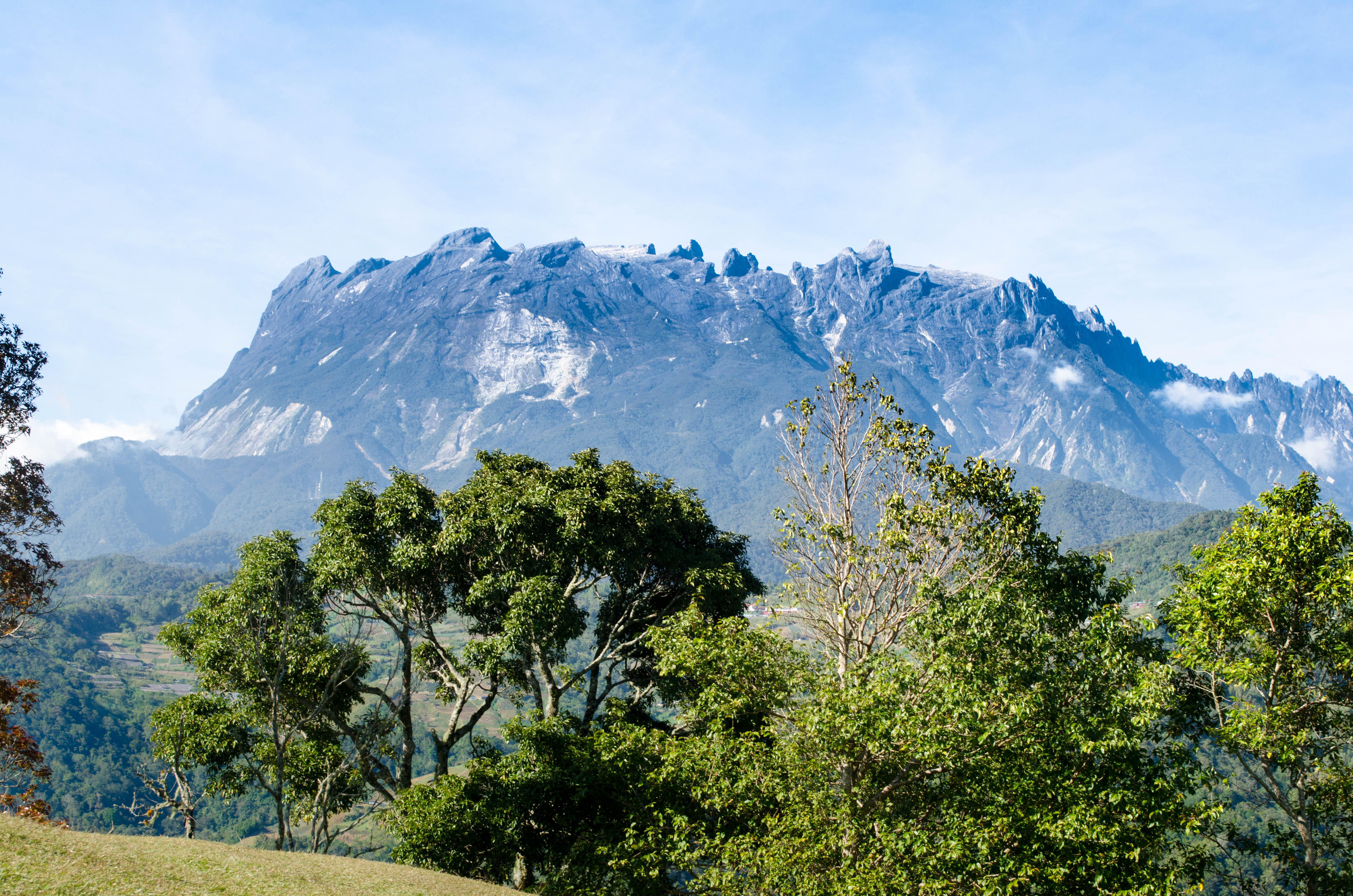
Monte Kinabalu

- Parque de Kinabalu, 753 km2. Al norte de Borneo, en el estado de Sabah, al pie del monte Kinabalu, la montaña más alta de Malasia, de 4095 m. En la zona protegida hay bosques lluviosos tropicales de planicie y colina, bosques tropicales de montaña y, a mayor altura, bosques subalpinos con matorral de hoja perenne. Debido a su diversidad, el sitio ha sido designado Centro de Diversidad Botánica del Asia Sudoriental.

- Parque nacional Gunung Mulu, 528 km2. En el Estado de Sarawak, en la isla de Borneo. Es la zona cárstica tropical más estudiada del planeta. Alberga 17 zonas de vegetación con unas 3.500 especies de plantas vasculares y se considera uno de los lugares del mundo más ricos en palmeras, ya que se han catalogado 109 especies de 20 géneros distintos. La cima del Gunung Mulu, un pico cárstico de 2.377 metros de altitud, domina el conjunto del parque. Se han explorado por lo menos unos 295 km de la red de cuevas del sitio, con millones de salanganas (vencejos de cueva) y murciélagos que las pueblan. Destaca la Cueva de Sarawak, con 600 m de longitud, 415 de anchura y 80 m de altura, considerada la mayor cavidad del mundo hasta la fecha.[87]

## Especies endémicas de aves
BirdLife International reconoce en Malasia 55 IBAs (Áreas de importancia para las aves) que cubren un total de 51.356 km² y de las que 3 están en peligro: Belum-Temenggor, que agrupa tres reservas forestales (Belum, Grik y Temengor); la costa centro-norte de Selangor, cerca de Kuala Lumpur, y la costa de Teluk Air Tawar-Kuala Muda, todas en Malasia peninsular. En total hay 715 especies de aves, de las que 580 son permanentes, 240 son migratorias, 32 son aves marinas, 124 son aves acuáticas y 8 son las siguientes especies endémicas:
- Arborophila campbelli, arborófila de Malasia o perdiz forestal de Campbell. Interior de la Malasia peninsular.[89]
- Arborophila graydoni, arborófila de Sabah o perdiz forestal de Graydon. Interior de Sabah, Malasia Oriental.[90]
- Rhizothera dulitensis, perdiz del Dulit. Montañas del norte de Sabah y norte de Sarawak.[91]
- Microhierax latifrons, falconete de Borneo. Sabah, Malasia Oriental.
- Erythropitta ussheri, pita de Ussher. Sabah, Malasia Oriental.
- Locustella acentor, zarzalero del Kinabalu. Sabah, Malasia Oriental.
- Zoothera everetti, zorzal de Everett, norte de Sarawak y Sabah.
- Myophonus robinsoni, arrenga malayo. Malasia peninsular.[92]

Hay otras tres especies que sin ser endémicas solo se encuentran en Malasia: espolonero mayayo o faisán de espolones malayo, espolonero montañés y camachuelo malayo, los tres en la península malaya.

### Otras especies endémicas
Una lista de especies que solo se encuentran en Malasia obtenida de la página especializada Living National Tresaures incluye, además de las 10 especies de aves, 34 especies de mamíferos, 129 de reptiles, 80 de anfibios, 113 de peces de agua dulce, 8 de peces marinos, 13 géneros de vertebrados, 2 especies de mariposas, 34 de plantas vasculares y 2 familias de 1 especie de arácnidos (Hystrichonyssus y Audyanidae).